# マリ・キュリー
マリア・サロメア・スクウォドフスカ＝キュリー（ポーランド語: Maria Salomea Skłodowska-Curie、1867年11月7日 - 1934年7月4日）は、現在のポーランド（ポーランド立憲王国）出身の物理学者・化学者である。フランス語名はマリ・キュリー（Marie Curie、ファーストネームは日本語ではマリーともいう）。キュリー夫人（Madame Curie）として有名である。
1867年11月7日、ワルシャワ生まれ。放射線の研究で、1903年のノーベル物理学賞、1911年のノーベル化学賞を受賞し、パリ大学初の女性教授職に就任した。1909年、アンリ・ド・ロチルド（1872年 - 1946年）からキュリー研究所を与えられた。
放射能（radioactivity）という用語は彼女の発案による。

## 生涯

### 幼少時

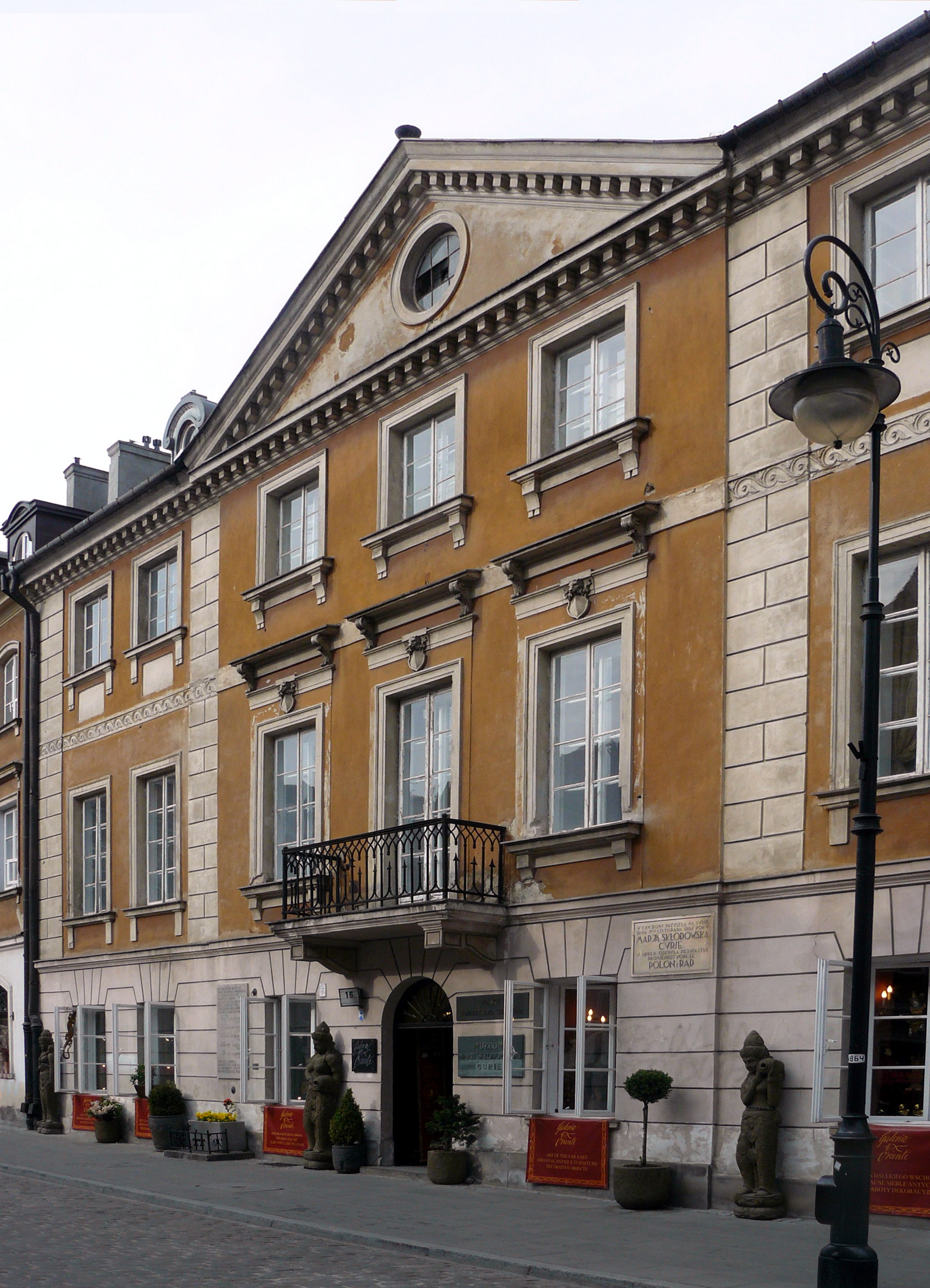
マリの生誕地。ワルシャワの新市街にあり、1967年以降はマリア・スクウォドフスカ＝キュリー博物館となっている。

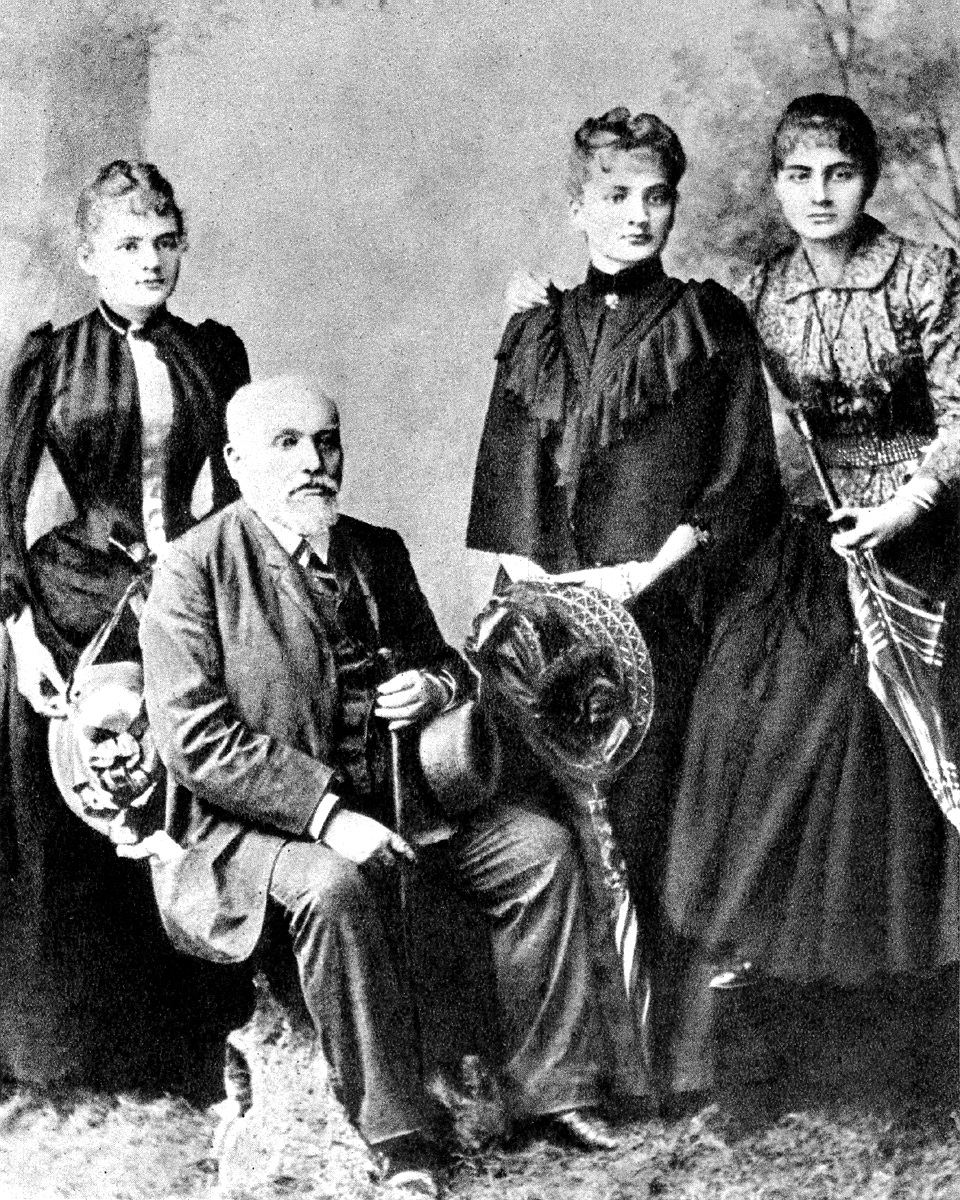
ヴワディスワフ・スクウォドフスキと3人の娘たち。左から、マリア、ブロニスワヴァ、ヘレナ。

生誕時の名前はマリア・サロメア・スクウォドフスカ（スクロドフスカ、Maria Salomea Skłodowska）。
父ヴワディスワフ・スクウォドフスキ（スクロドフスキー）は下級貴族階級出身で、帝政ロシアによって研究や教壇に立つことを制限されるまではペテルブルク大学で数学と物理の教鞭を執った科学者である。父方の祖父ユゼフ・スクウォドフスキも物理・化学の教授であり、ルブリンで若いころのボレスワフ・プルスも師事した。母ブロニスワヴァ・ボグスカも下級貴族階級出身で、女学校（ボーディングスクール）の校長を務める教育者だった。
マリアは5人兄弟の末っ子で、姉ゾフィア（1862年生）、ブロニスワヴァ（母と同名、1865年生）、ヘレナ（1866年生）、兄ユゼフ（祖父と同名、1863年生）がいる。その中でもマリアは幼少のころから聡明で、4歳のときには姉の本を朗読でき、記憶力も抜群だった。
しかし、当時のポーランドはウィーン会議にて分割され、ワルシャワ公国はポーランド立憲王国として事実上帝政ロシアに併合された状態にあり、独立国家の体をなしていなかった。帝政ロシアは知識層を監視して行動に制約をかけた。マリアが6歳のとき、父ヴワディスワフが密かに講義を行っていたことが発覚して職と住居を失った。さらに母ブロニスワヴァも身体を壊してしまった。投機への失敗も重なり貧窮した一家は移り住んだ家で小さな寄宿学校を開いたが、1876年に生徒が罹患したチフスが一家に移り、姉ゾフィアが亡くなった。それから2年後の1878年5月9日、母ブロニスワヴァが結核で他界した。10歳のマリアは深刻な鬱状態に陥り、母に倣ったカトリックの信仰を捨て、不可知論の考えを持つようになったという。

### 家庭教師のキャリアと破れた恋
1883年6月12日にギムナジウムを優秀な成績で卒業した。しかし当時、女性には進学の道は開かれていなかった。父は、マリアを1年間、親戚やかつての教え子が住む田舎で息抜きさせ、彼女は自然の中でのんびりした生活を堪能した。

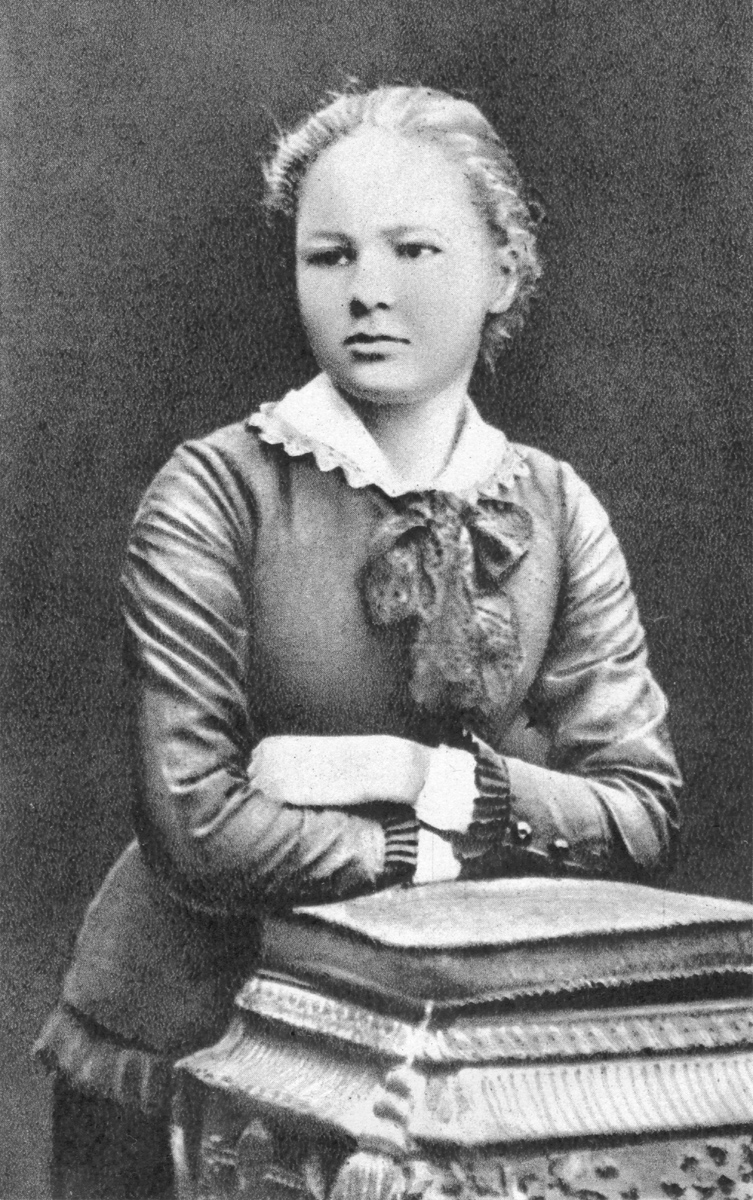
16歳のマリア・スクウォドフスカ（1883年）

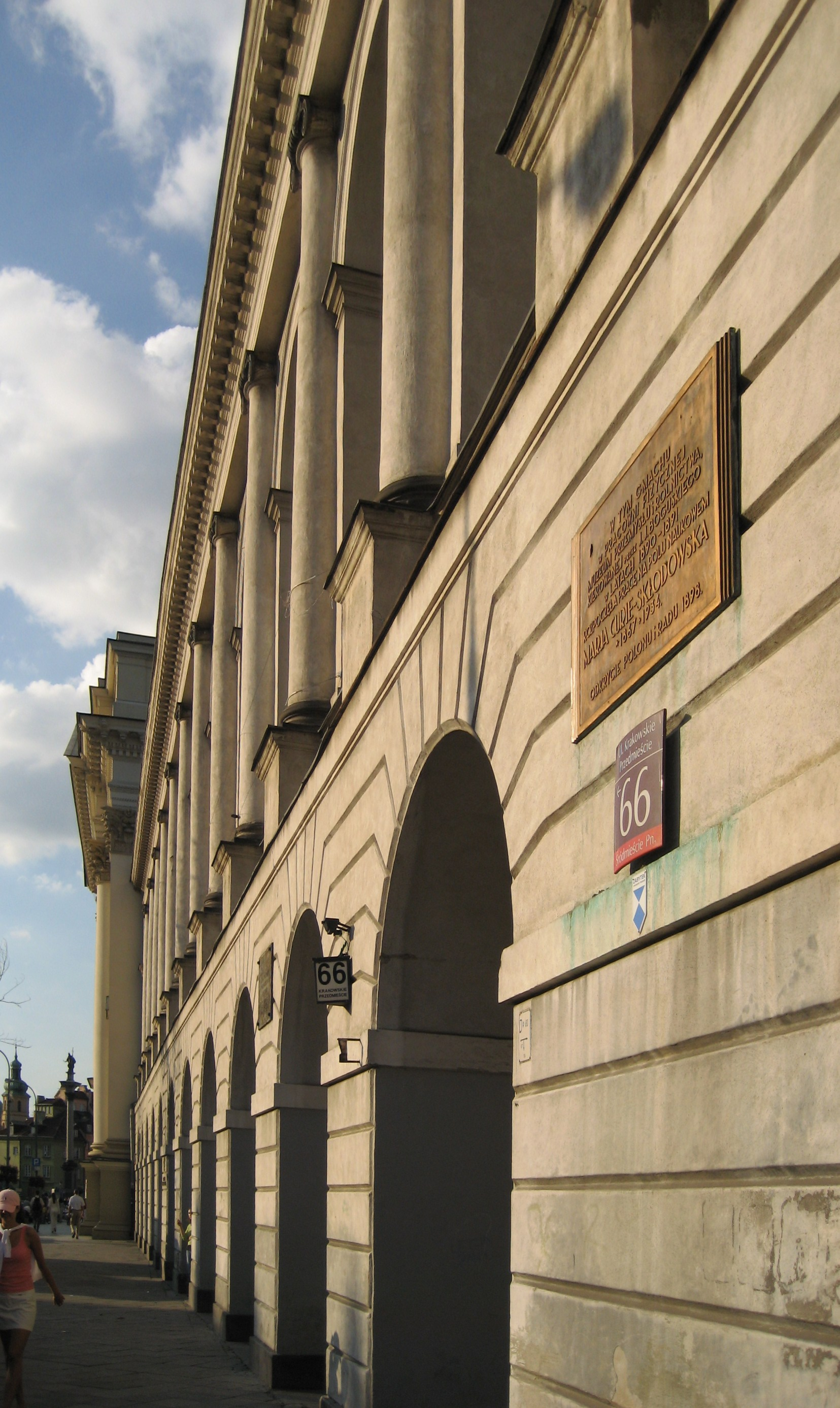
農工博物館の実験室。1890年から1891年にかけて、マリが初めて科学実験を行った場所。

その後ワルシャワに戻ってチューターなどを務めていたが、ピャセツカという女性教師の紹介で非合法の「さまよえる大学（ワルシャワ移動大学）」で学ぶ機会を得た。そのころ、姉ブロスニワヴァがパリで薬学修学のために貯金をしていたため、マリアは申し出て働き、姉を援助することを決めた。1885年からマリアは住み込みの家庭教師を始めた。最初はクラクフの法律家一家で、その後チェハヌフで農業を営む父方の親戚筋にあたるジョラフスキ家でガヴァネスとなった。ここで勉学に打ち込んだ彼女に、ワルシャワ大学で数学を学んでいた一家の長男カジミェシュ・ジョラフスキが惹かれ、ふたりは恋仲となった。しかし、カジミェシュが結婚の希望を両親に告げると、社会的地位の違いを理由に猛反対された。彼女は失意のまま契約の2年間を終えるとチェハヌフを去り、バルト海沿岸にあるソポトの町に住むフックス家でさらに1年間家庭教師の仕事を続けた。
1890年3月、数か月前に医師カジミェシュ・ドウスキと婚約した姉ブロスニワヴァがパリで一緒に住むよう誘う手紙がマリアに届いたが彼女は断る。父や姉の元にいると決めたこと、ワルシャワの家庭教師の仕事が順調で、ワルシャワ移動大学での勉学に楽しさを感じていること、留学するには蓄えが充分ではないこと、そしてカジミェシュ・ジョラフスキを忘れられずにいたことが理由であった。彼女は家庭教師をする傍ら、オールドタウン近郊のクラクフ郊外通り 66にある農工博物館の実験室で科学研究の技能習得に努めた。この実験室はサンクトペテルブルクでロシアの著名な化学者ドミトリ・メンデレーエフの助手を務めたこともあるいとこのユゼフ・ボグスキが管理しており、またロベルト・ブンゼンに学んだナポレオン・ミリサーも彼女を指導した。
転機は1891年秋に、彼女にとって決して幸福ではない形で訪れた。結婚は認められなかったが、カジミェシュ・ジョラフスキとマリアは連絡を取り合っていた。そして9月、2人はザコパネで避暑の旅行を共にした。もうすぐ24歳になるマリアは膠着した人生に変化を期待したが、彼は優柔不断で何も決断できずにいた。そのため2人は喧嘩別れしてしまい、マリアは自らフランス行きを決意した。
一方のカジミェシュ・ジョラフスキは、博士号取得後に数学者としての履歴を積み、またポーランド最古の大学であるヤギェウォ大学の学長、ワルシャワ教育庁の長官まで上り詰めた。私生活では女性ピアニストと結婚し、一男二女を儲けた。しかし晩年には、1935年に建てられたマリ・キュリーの銅像の前に座り込んで何かの想いにふける、ワルシャワ工科大学の老教授となった彼の姿が見られたという。

### パリでの苦学
3日間の汽車の旅を経て、1891年10月、マリアはパリに移り住んだ。当時、女性でも科学教育を受講可能な数少ない機関の一つであったソルボンヌ大学（パリ大学） の登録用紙には名前を「マリア」からフランス語風に「マリ」と書き、物理、化学、数学を学ぶ日々が始まった。スラブ系の美しい顔立ちに明るいブロンド、グレーの瞳のマリは学内でも人目を引き、彼女自身も義兄を通じて若きイグナツィ・パデレフスキなどパリ在住ポーランド人らとも親交を持った。
しかし、将来はポーランドに戻ると決めていた自分には時間がないことに気づき、姉夫婦の元を離れて、パリによくあった7階建石造りアパートの屋根裏部屋を借りて引っ越した。マリは昼に学び、夕方はチューターを務める一日を送った。生活費に事欠いて食事もろくに取らず、暖房もなかったため寒いときには持っている服をすべて着て寝る日々を過ごしながら勉学に打ち込んだ。ついには倒れて医師である義兄の面倒になったこともあったが、努力を重ねた結果、1893年7月には物理学の学士資格を得た。この年、貯蓄が底をつき一度は諦めたが、同郷の学友が彼女のために奨学金を申請し勉学を続けることができた。

### ピエール・キュリー
学士を獲得後、それまでの蓄えに頼る生活を変えてマリーはフランス工業振興協会の受託研究を行い、わずかながらも収入を得るようになった。相変わらず屋根裏の貧乏生活は続いたが、その中で貯蓄し奨学金を全額返納した。

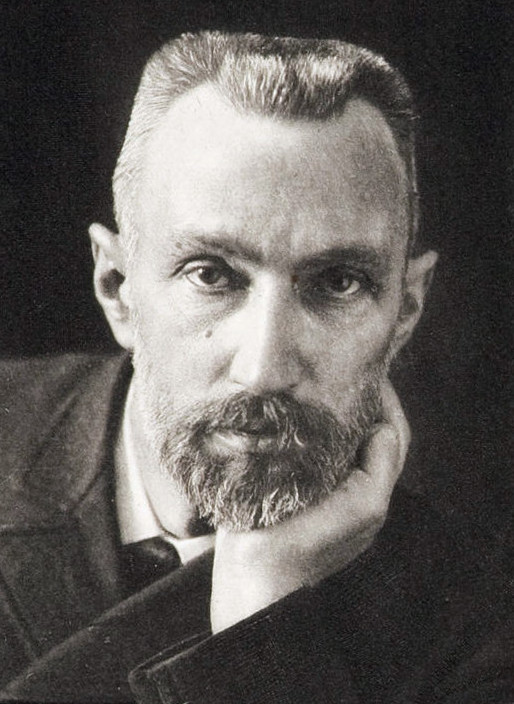
ピエール・キュリー

しかし、受託した鋼鉄の磁気的性質の研究は大学や勤めていたガブリエル・リップマンの工業試験場で行うには手狭で困っていた。そんなころ、チェハヌフ時代に知り合った女性が新婚旅行でパリに来て、マリを訪ねてきた。彼女の夫であるフリブール大学物理学教授のユゼフ・コヴァルトスキが悩みを聞き、場所の提供を頼めそうな人物を紹介する運びとなった。それが、フランス人科学者ピエール・キュリーだった。
ピエール・キュリーは当時35歳で、パリ市立工業物理化学高等専門大学（ESPCI）の教職に就いていた。当時のピエールはフランスでは無名に近かったが、彼はイオン結晶の誘電分極など電荷や磁気の研究で成果を挙げており、キュリー天秤開発やのちにキュリーの法則へつながる基本原理などを解明していた。1893年にはイギリスのウィリアム・トムソン（ケルヴィン卿）がわざわざ面会に訪ねるほど、フランス国外ではすでに天才の呼び声が高かった。
しかし彼自身は出世や女性との交際など念頭に置いていなかった。勲章を断り、薄給と粗末な研修設備に甘んじながら無心に研究に打ち込む日々を送っていた。異性観について、ピエールは日記に「女性の天才などめったにいない」と、自身の学問的探求心を理解してはくれないと考えていた。
1894年春、初対面のピエールを見た第一印象を、マリは「長身で瞳は澄み、誠実で優しい人柄ながら、どこか奔放な夢想家の雰囲気を湛えていた」と振り返り、科学や社会のことを語り合った際には自分と共通するところを多く感じたという。そしてピエールも同じように感じており、彼はマリに惹かれた。のちに娘夫婦を加えると家族で通算5度のノーベル賞を受賞することになるキュリー夫妻はこうして出逢い、磁気とコヴァルトスキ教授が二人の天才を引き合わせたキューピッド役となった。
ピエールは一念発起して学位取得を目指し、仕上げた「対称性保存の原理」（キュリーの原理）論文の写しを彼女に贈り、2人の距離は縮まった。そしてマリは自分の屋根裏部屋に彼を招待し、ピエールは貧しく慎ましい彼女に打たれた。お互いに尊敬し信頼し合う親密な間柄になった2人だが、マリはいつかポーランドに帰ると誓っていた。1894年7月に数学の学士資格を得たマリは夏季休暇を利用してワルシャワに里帰りしたが、再びフランスに戻るかどうか決めかねていた。彼女は働き口を探してみたが、ヤギェウォ大学は女性を雇い入れなかった。その間、ピエールはマリに、求婚の手紙を何度も送り、10月にマリはパリに帰ってきた。ピエールは熱意を直接マリに語り、一緒にポーランドに行ってもよいとまで伝えた。彼女が彼のプロポーズを受諾したのは1895年7月になった。
1895年7月26日、質素な結婚式が行われた。新婦のドレスは義兄の母が贈ったもの。教会での誓いも、指輪も、宴もない式にはポーランドから父や姉たちも駆けつけた。祝福の中で式を終えた2人は、祝い金で購入した自転車に乗ってフランス田園地帯を巡る新婚旅行に出発した。こうしてマリは、新しい恋、人生の伴侶、そして頼もしい科学研究の同志を得た。

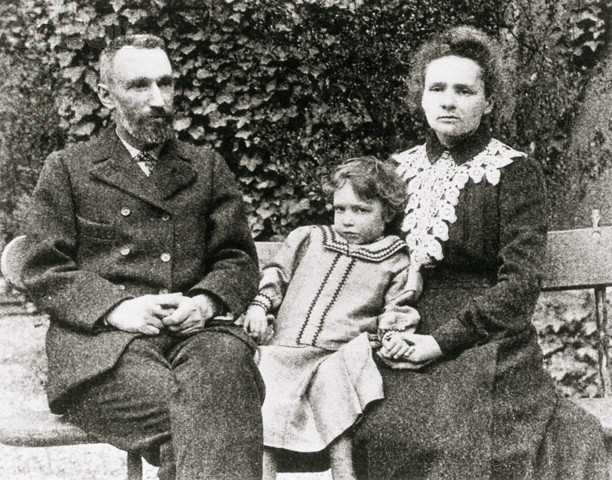
（左から）ピエール、長女イレーヌ、マリ

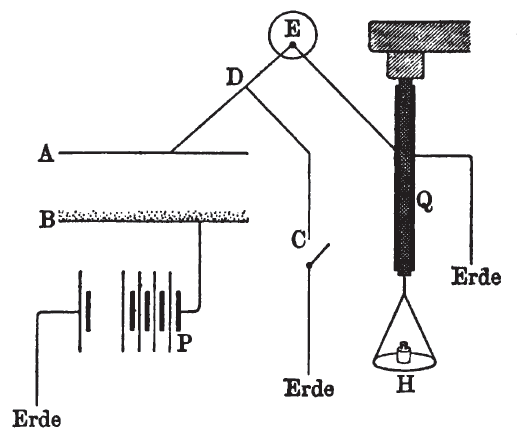
夫妻が用いた放射能計測システム（概念図）。物質(B)の放射能で電離した空気の電荷をAで捉え、下げた分銅(H)の重さで応力が決まる水晶のピエゾ素子圧電効果を用いた応力計(Q)に通して相殺する。補償点（釣り合い）の精密な測定には、象現電圧計(E)が使われた。Erdeはアース。

### 放射能
グラシエール通りのアパートで新生活が始まった。マリはESPCIで研究を続けながら家事もこなした。裁縫は前から得意だったが、独身のころはろくにやらなかった料理もどんどん腕を上げた。収入を助けるために中・高等教育教授の資格を取得した。1897年9月12日には長女イレーヌに恵まれ、その出産と育児には義父で医師のウジェーヌ・キュリーが彼女を助けた。同年末には鉄鋼の磁化についての研究論文を仕上げた。
マリは夫と話し合い、博士号取得という次の段階へ進む検討に入った。2人はここで、1896年にフランスの物理学者アンリ・ベクレルが報告した、ウラン塩が放射する、X線に似た透過力を持つ光線に着目した。これは燐光などと異なり外部からのエネルギー源を必要とせず、ウラン自体が自然に発していることが示されたが、その正体や原理は謎のままベクレルは研究を放棄していた。マリとピエールは、論文作成のためこの研究を目標に据えた。
ピエールが確保したESPCIの実験場は倉庫兼機械室を流用した、暖房さえない粗末なものだった。訪問したある学者が「ジャガイモ倉庫と家畜小屋を足して2で割ったような」と例えるほどだった。そこにピエールと兄のジャックが15年前に発明した光テコを利用する高精度の象限電位計と、ピエール開発の水晶板ピエゾ素子電気計など機器を持ち込み、ウラン化合物の周囲に生じる電離を計測した。そしてすぐに、サンプルの放射現象が実際のウラン含有量に左右され、光や温度など外的要因に影響を受けないという結果を得た。つまり、放射は分子間の相互作用等によるものではなく、原子そのものに原因があることを示す。これは、夫妻が明らかにしたものの中でもっとも重要な事柄である。次にマリは、この現象がウランのみの特性かどうか疑問を持ち、既知の元素80以上を測定し、トリウムでも同様の放射があることを発見した。この結果から、マリはこれらの放射に放射能と、このような現象を起こす元素を放射性元素と名づけた。
彼女は発見した内容を即座に発表することを強く意識し、科学における先取権を持つことに敏感だった。2年前にベクレルが自身の発見を科学アカデミーに速やかに公表せずにいたら、発明者の栄誉も、そしてノーベル賞もシルバナス・トンプソンのものになっていた可能性があった。夫妻も彼と同じく素早い手段を取り、マリは研究内容を簡潔に要約した論文を作成し、ガブリエル・リップマンを通じて1898年5月12日に科学アカデミーへ提出した。しかし、夫妻はトンプソン同様、トリウムの放射能発見競争では敗れた。2か月前にベルリンでゲルハルト・カール・シュミットが独自に発見・発表していたからである。

### 新元素の精製と研究

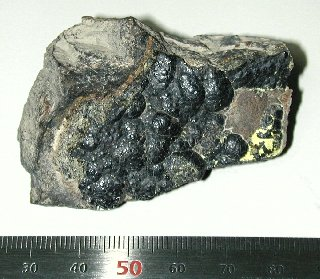
ピッチブレンド鉱石

マリの探究心はとどまることを知らず、次にEPCIにあるさまざまな鉱物サンプルの放射能評価を始めた。やがて、2種類のウラン鉱石について調べた結果、トルベルナイト（燐銅ウラン鉱）の電離がウラン単体よりも2倍になり、ピッチブレンドでは4倍に相当することが分かり、しかもそれらはトリウムを含んでいなかった。測定が正しければ、これらの鉱石にはウランよりも遥かに活発な放射を行う何かしらの物質が少量ずつ含まれると彼女は考察した。マリは「できるだけ早急にこの仮説を確かめたくなる熱烈な願望に駆られた」とのちに述べた。
1898年4月14日、夫妻はピッチブレンドの分析にかかり、100グラムの試料を乳棒と乳鉢ですり潰す作業に着手した。ピエールはマリの考察の正しさを確信し、やがて取り組んでいた結晶に関する研究を中断して彼女の仕事に加わった。1898年7月、キュリー夫妻は連名で論文を発表した。これはポロニウムと名づけた新元素発見に関するものだった。さらに12月26日には、激しい放射線を発するラジウムと命名した新元素の存在について発表した。
夫妻の発表に学会の反応は冷淡だった。物理学者は新元素の放射線がどのような現象から生じるのかが不明な状態では賛同しづらく、化学者は新元素ならばその原子量が明らかでなければならないと考えていた。そのためには純粋な新元素の塊を得なければならない。マリはそれに挑む決意をした。しかしピッチブレンドは非常に高価で、それを入手する資金などなかった。熟考の末、ガラス製造時に着色目的で使うウラン塩を抽出したあとの廃棄物を利用する方法を思いつき、主生産地であるオーストリアのボヘミア・ザンクト・ヨアヒムスタール鉱山へ伝を頼って問い合わせたところ、無償で提供を受けられることになった。しかし運送費は夫妻が負担しなければならず、家計を圧迫する要因となった。
次に必要なものは、精製に必要な広い場所だった。ピエールがEPCIに掛け合った末、2人は建物を借りることができたが、以前は医学部の解剖室に使われていた、床板もない小屋だったが、ここがキュリー夫妻のさまざまな業績を生む舞台となる。
ピッチブレンドは複雑な化学組成を持つ混合鉱物であり、分離精製は非常に難しいものだった。しかし、夫妻はラジウム塩を特殊な結晶化（分別結晶法）によって取り出すという方法に挑んだが、それは過酷な肉体労働を要求した。数キログラム単位の鉱石くずを大鍋や壷で煮沸・攪拌・溶解し、沈殿・ろ過などの方法で分離して、溶液を分離結晶させる作業を何段階も繰り返す。小屋には煙突もなく、大きな火を使う作業は屋外で行った。平行して放射能の研究も行わなければならず、やがて夫婦間で仕事が分担され、細かな研究をピエールが、精製作業をマリが行うようになった。しかし最初に手に入れた1トンを処理してもまったく足りなかった。夫妻は新元素の含有率を1/100程度と目論んでいたが、実際には1/1,000,000相当でしかなく、有意な量の結晶を得るために必要な鉱石量は何トンにもなることはまだわかっていなかった。
夫妻には時間が足りなかった。実験にかかる経費の負担や、家族が増えたこと（妻を亡くした義父ウジェーヌ・キュリーの同居）で引っ越した先の一戸建ての家賃など生活費を稼ぐため、二人とも教職を続けなければならなかった。ピエールは収入を上げようとソルボンヌ教授職の空きに応募したが、師範学校を出ていないことなどが理由で落選した。そんな折の1900年、スイスのジュネーヴ大学から夫妻へ好条件の教授職オファーが舞い込んだが、実験を中断しなくてはならず辞退した。これを伝え聞いた数学者アンリ・ポアンカレは、優秀な頭脳の国外流出を防ぐために骨を折ってピエールをソルボンヌ医学部の物理・化学・博物学課程（PCN）教授に招聘し、またマリもセーヴルの女子高等師範学校の嘱託教師となった。こうして収入は少し増えたが、実験には焼け石に水程度だった。

### ラジウム
ポロニウムは化学的性質がビスマスに近く、鉱石の中でビスマス様物質を探すことで比較的簡単にたどりついた。しかしラジウムの発見は一筋縄ではいかなかった。化学的性質が近い元素にバリウムがあるが、鉱石にはバリウムとラジウムの両方が含まれていた。1898年の時点で夫妻はラジウムの痕跡をつかんではいたが、純粋な状態で充分な量を確保するには至らなかった。
劣悪な環境と過酷な作業、逼迫した家計を賄うための教職の多忙は夫妻の健康状態にも悪影響を及ぼし、ピエールは精製作業を一時中断すべきとも考えた。しかしマリは少しずつ着々と進む作業に希望を見出していた。1トンのピッチブレンドから分離精製できたラジウム塩化物は0.1グラムにしかならなかったが、放射性元素は着々と濃縮され、やがて試験管や蒸発皿から発光が見られるようになっていった。マリはこれを「妖精のような光」と形容した。1902年3月には濃縮に効果的な試薬を発見し、これを用いて精製した試料のスペクトルがラジウム固有のものであることを突き止め、夫妻は純粋ラジウム塩の青い光に感動を覚えた。夫妻は、有意な純粋ラジウム塩を得るまでに11トンのピッチブレンドを処理した。
しかしこのころ、度重なる不幸が夫妻を襲う。1902年5月、マリの父ヴワディスワフ危篤の知らせが届き、帰郷の最中に訃報を受けた。彼女は親不孝な自分を責めたが、晩年のヴワディスワフは届くマリの論文を楽しみに読み、特に3月のラジウム精製成功の手紙には大いに喜び、娘を誇りに思っていた。一方のピエールに友人たちはアドバイスを送りアカデミー会員になるよう薦めたが、7月の選挙で落選する。しかしこのような活動も栄誉ではなく研究のためのものであった。レジオンドヌール勲章の候補となった際には研究活動に寄与しないと断っている。夫妻は研究に戻るが体に変調をきたし、ピエールはリウマチを悪化させてたびたび発作に苦しみ、マリは神経を衰えさせ睡眠時遊行症を起こすようになった。翌1903年には待望の第二子を流産してしまい、マリは悲しみにくれた。

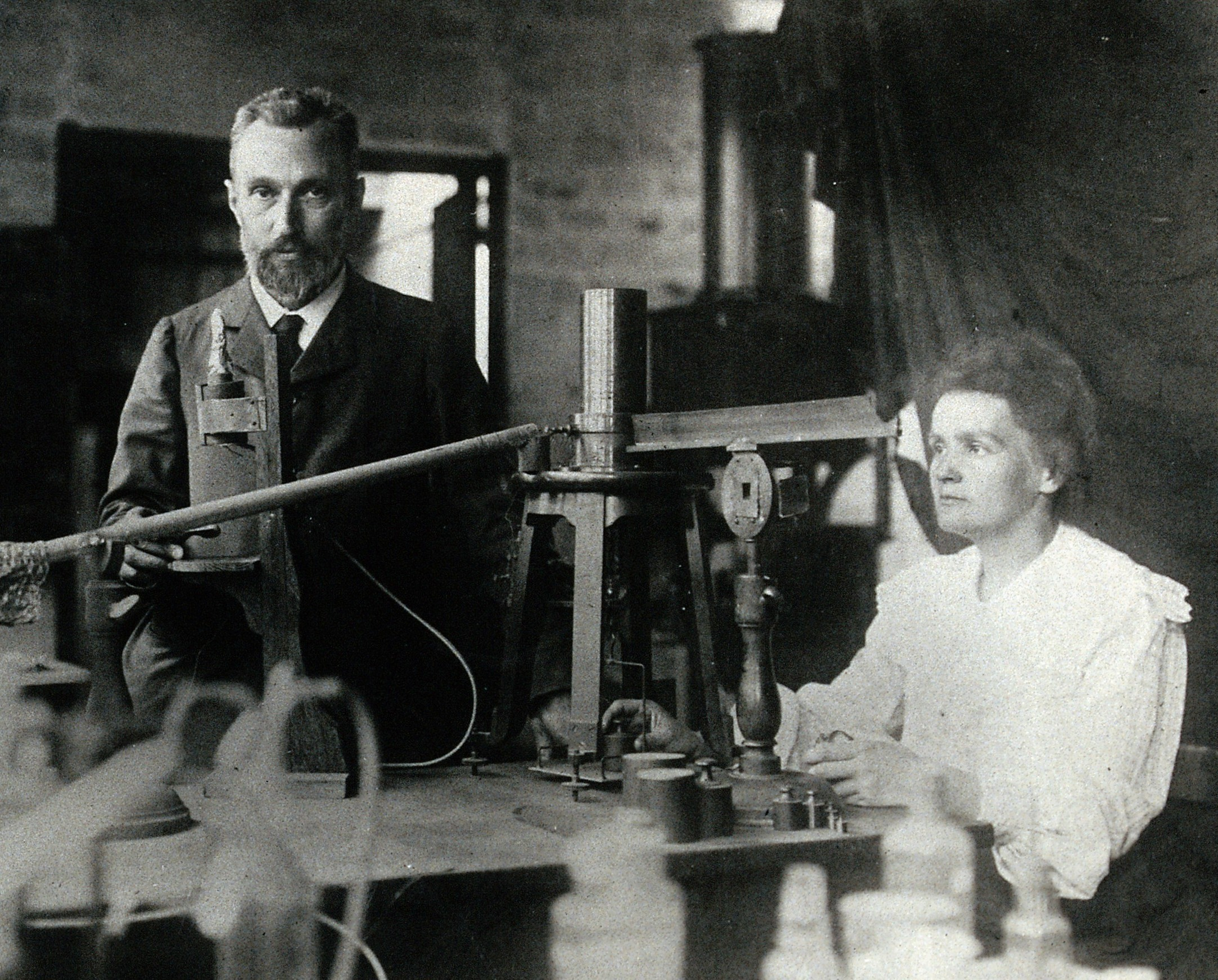
ピエールとマリ夫妻、研究所にて。1890年代に撮影。手前に写っている機器が放射能測定機器。

このような苦境の中で進められた研究結果を夫妻は逐一学会に知らしめ、1899年から1904年にかけて32の研究発表を行った。それらは他の学者たちに放射能や放射性元素に対する認識に刷新を迫り、研究に向かわせた。放射性元素の追究はいくつかの同位体発見につながり、さらにウィリアム・ラムゼーとフレデリック・ソディのラジウム崩壊によるヘリウム発生の確認、アーネスト・ラザフォードとソディの元素変換説などがもたらされた。これらは、当時の概念であった「元素は不変」という考え方に変革を迫り、原子物理学に一足飛びの進歩をもたらした。
さらに、1900年にドイツの医学者ヴァルクホッフとギーゼルが、放射線が生物組織に影響を与えるという報告がなされた。早速ピエールはラジウムを腕に貼りつけ、火傷のような損傷を確認した。医学教授らとの協同研究の結果、細胞を破壊する効果が確認され、皮膚疾患や悪性腫瘍を治療する可能性が示唆された。これはのちにキュリー療法と呼ばれる。こうしてラジウムは「妙薬」として知られるようになった。第一次世界大戦後、科学者の間で放射線被曝（照射線量）による人体影響への危険が徐々にではあるが認知されるようになった。当時の放射性物質を取り扱う科学者らは、鉛を用いて放射線を遮蔽し、白衣は使い捨てるなどの対策を採っており、マリも研究所員らに手袋を用いるように厳しく指導していたが、当の本人は放射性物質を素手で扱うことが多く、防護対策を殆ど行わなかった。そのためマリの手はラジウム火傷の痕だらけで、干しスモモのような皺が残っていたという。
新元素ラジウムは、学問対象にとどまらず、産業分野でも有用性が次々と明らかになった。キュリー夫妻は、ラジウム精製法に対する特許を取得せず公開した。これは珍しいことだが、そのために他の科学者たちは何の妨げもなくラジウムを精製使用することができた。フランスの実業家アルメ・ド・リール（Emile Armet de Lisle）はラジウムの工業的生産に乗り出し、夫妻の協力を仰ぎ、医療分野への提供を始めた。ラジウムは世界でもっとも高価な物質となった。ラジウム精製法の特許を取得しなかった理由として、マリは「人生最大の報酬とは、知的活動そのものである」と答えている。

### 栄誉
放射性物質の研究は、もともとはマリの博士号取得を目的に始められたが、多忙のために準備は遅々として進まなかった。しかしそれもやっとまとめられ、アンリ・ベクレルの後押しを受けて1903年6月に論文審査を受けた。夫と義父、姉、教え子たちが見守る中、3人の論文審査教授陣は、マリにパリ大学の理学博士（DSc）を授けた。その日の夕食会には、知り合いのほかにたまたまパリに来ていて訪問したアーネスト・ラザフォード夫妻も加わっていた。
夫妻の業績をもっとも早く評価したのはイギリスだった。1903年6月、王立研究所は夫妻を正式にロンドンへ招待し、講演を依頼した。ピエールは実験を交えた講演で喝采を浴び、マリは研究所会合に初めて出席した女性となった。ケルヴィン卿やウィリアム・クルックス、ジョン・ウィリアム・ストラット（レイリー卿）らとも親交を持った。さらに11月には王立協会からデービーメダルが授与された。そして1903年12月、スウェーデン王立科学アカデミーはピエールとマリそしてアンリ・ベクレルの3人にノーベル物理学賞を授与する決定を下した。その理由は「アンリ・ベクレル教授が発見した放射現象に対する共同研究において、特筆すべきたぐいまれな功績をあげたこと」であった。こうしてマリは、女性初のノーベル賞受賞者となった。夫妻はストックホルムの授賞式には出席できなかったが、賞金の7万フランは一家の経済状態を救っただけでなく、金銭的に恵まれない知人や学生たちのためにも役立てられた。
このノーベル賞の審査が行われた際、アカデミーは物理学賞授与で検討を進めていたが、選考委員会の中には新元素発見は化学賞が該当するのではという声があがった。このため、1903年度の受賞理由からラジウムとポロニウムの発見はあえて外され、将来の授与に含みを持たせる対応が行われた。
ノーベル賞受賞は、2人を一気に有名人にした。しかしそれは夫妻の望むものではなかった。数々の取材や面会の依頼、舞い込む多量の手紙などに時間を取られ、あまつさえ一家の自宅や研究所にまで踏み入ろうとするマスコミに辟易し、何より研究活動を進める余裕が奪われた。1904年、パリ大学はピエールを物理学教授職に迎える打診を行ったが、実験室が用意されないことを知ったピエールはこれを辞退しようとした。大学側は折れ、議会に掛け合って研究費と設備費を捻出し、ピエールの承諾を得た。
この年、マリは妊娠していたこともあり、一家は次第に隠遁的な生活を送るようになった。大衆に追い回されるため研究は進まず、ついには偽名を使ってブルターニュの田舎へ避難することもあった が、1904年12月6日に次女エーヴが産まれたことで次第に落ち着きを取り戻し始めた。1905年には教職に復帰し、実験室に入れるようになった。パーティーなどは相変わらず避けていたが、心に余裕ができると演劇鑑賞などにも出かけたり、舞踏家ロイ・フラーや彫刻家オーギュスト・ロダン、科学者関係では隣に住むジャン・ペラン夫妻、ジョルジュ・ユルバンやシャルル・エドゥアール・ギヨームなどとも親交を持ち、たびたび家に招いた。そこには教え子たちも交じることもあり、その中にはピエールの生徒ポール・ランジュバンもいた。

### ピエールの死
1906年に入り、教授職とともに得た新しいキュヴィエ通りの実験室が動き始めた。手狭で交通に不便な郊外だったが、助手と手伝いが加わったうえにマリが実験主任に任命され、給与も支払われた。夫妻は相変わらず多忙だった。マリはセーブル女子学校の教師を続け、ピエールは科学者そして大学教授としてのさまざまな雑務に追われていた。
それは4月19日木曜日に起こった。雨模様の日、ピエールはさまざまな予定をこなし、馬車が行き交う狭いドフィーヌ通りを横断していた際に6トンの荷物を積んだ荷馬車に轢かれ、46歳で死亡した。死亡は事故であったが、荷馬車の馬を避けきれなかった一因として、かねてから健康を害し体調不良であったこと、さらにその体調不良の原因として、重度のリューマチだったからとも、放射線障害を起こしていたからだとも言われる。野次馬は被害者が有名な科学者だと気づいた。すぐさま大学に電話で連絡がなされ、学部長と教授のジャン・ペランがキュリー家に向かった。そのときマリは不在で、義父が彼らを招き入れて沈痛な時を待った。午後6時、イレーヌを連れて帰宅したマリはその知らせに凍りつき、しばらくは誰の問いかけにも何の反応を示さなかった。遺体や遺品を受け入れたマリがとめどなく涙を流したのは、翌日に駆けつけた義兄ジャックの姿を見たときだった。この不慮の事故は世界中に報道された。しかし、21日に生家のソーで行われた葬儀では、代表団の派遣も弔辞も大げさな行列もマリは断り、質素な式となった。義父や義兄ジャックらは、感情がそぎ落ちたような彼女を心配していた。この当時のマリは日記に「同じ運命をくれる馬車はいないのだろうか」とまで書いている。その後も彼女は沈黙に沈んだまま、時に悲鳴を上げるなど不安定な精神状態にあり、日記には悲痛な言葉が並んだ。
5月13日、パリ大学（ソルボンヌ）物理学部はピエールに用意した職位と実験室における諸権利をマリのために維持することを決めた。葬儀の翌日に申し入れられた国の遺族年金はきっぱりと断ったマリだったが、この件は回答を保留した。さまざまなことが頭をよぎったが、彼女は「重い遺産」を受け継ぎ、ピエールにふさわしい研究所を作ることが自分のやるべきことと決断し、大学の職位と実験室の後任を受諾した。こうして、パリ大学初の女性教授が誕生した。
夏の間、住居をピエールの実家であるソーに移して大学講義の準備に費やした。そして11月5日午後1時30分、マリは万雷の拍手を受けてソルボンヌの教壇に立った。どんな挨拶が語られるのかと興味津々の生徒や聴衆たちの前で、マリが最初に話した言葉は、ピエールが最後となった講義を締めくくった一文だった。淡々としながら、彼の志を受け継ぐマリに観衆は感動を覚えたという。

### 誹謗の渦中に得た二度目の栄誉

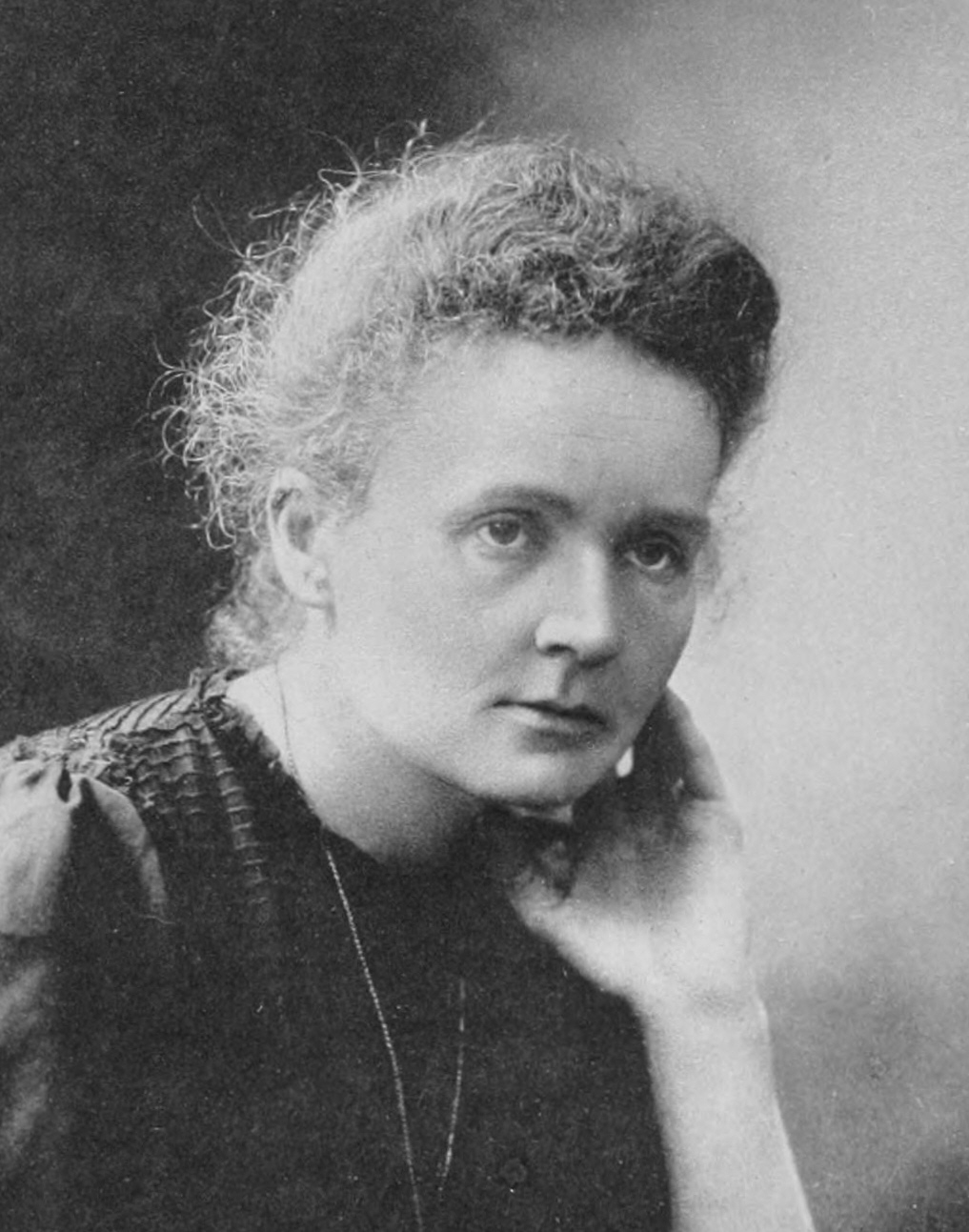
1911年当時のマリ・キュリー

研究に復帰したマリが最初に取り組んだのは、長年ピエールを支援したケルヴィン卿を論破することだった。あえて『ロンドンタイムズ』を選んで発表したケルヴィン卿の理論とは、ラジウムが元素ではなく化合物だというものだった。彼女は実験結果で反論しようと、夫妻の同僚らとともにウランの約300倍の放射能を持つ純粋なラジウム金属0.0085グラムの分離に取り組み、1910年に成し遂げて卿の誤りを立証した。同年2月25日、義父ウジューヌ・キュリーが亡くなった。息子が連れてきた貧乏な異国の女を何の偏見もなく受け入れ、さまざまな困難に遭ったときには支え、何より娘たちのよき祖父であった彼の死に家族は悲しみに沈んだ。
1907年からのアンドリュー・カーネギーの資金援助もあり、研究所は10人ほどの研究員を抱えるまでになった。この年にはそれまでの研究をまとめた『放射能概論』を出版し、またラジウム放射能の国際基準単位を定義する仕事も行った。1911年に決定されたこの単位は、夫妻の姓から「キュリー」（記号：Ci）と名づけられた。
しかし同年、周囲から推されて科学アカデミー会員の候補になったことがマリを煩わしい事態に巻き込むこととなる。空席をめぐって対立候補となったエドアール・ブランリーとの間で、支持者による2つの陣営ができあがってしまった。自由主義者のマリと敬虔なカトリックのブランリー、ポーランド人対フランス人、そして女性対男性。特にかつて1902年にピエールに競り勝って会員となった人物が女性の会員に猛反対した。さらには、カトリックの投票権者達に対してマリがユダヤ人だというデマまで流れた。エクセルシオール紙(fr)などは一面でマリを攻撃し、右翼系新聞には彼女の栄誉はピエールの業績に乗っかっただけという記事まで載った。
1911年1月23日、アカデミー会員の選出投票が行われたが、詰めかけた記者たちや野次馬で会場は混乱の中にあった。夕方に判明した結果は僅差でブランリーが選ばれ、研究所の面々はマリ本人を除いて落胆に暮れた。このときには、マリは請われてすでにいくつかの外国のアカデミー会員になっていた。彼女を拒絶したフランスが初の女性会員を選出するのは1979年であった。淡々としたマリだったが、手記にはフランスアカデミーの古い因習を嫌っていたことが書かれており、二度と候補にならなかったばかりか、機関紙への論文掲載も拒否し、科学アカデミーと完全に袂を分かつことになった。なお、フランスの公的機関がマリに正式な栄誉を与えたのは1922年のことである（医療への貢献という理由でパリ医学アカデミーが前例を覆して彼女を会員に選出した）。

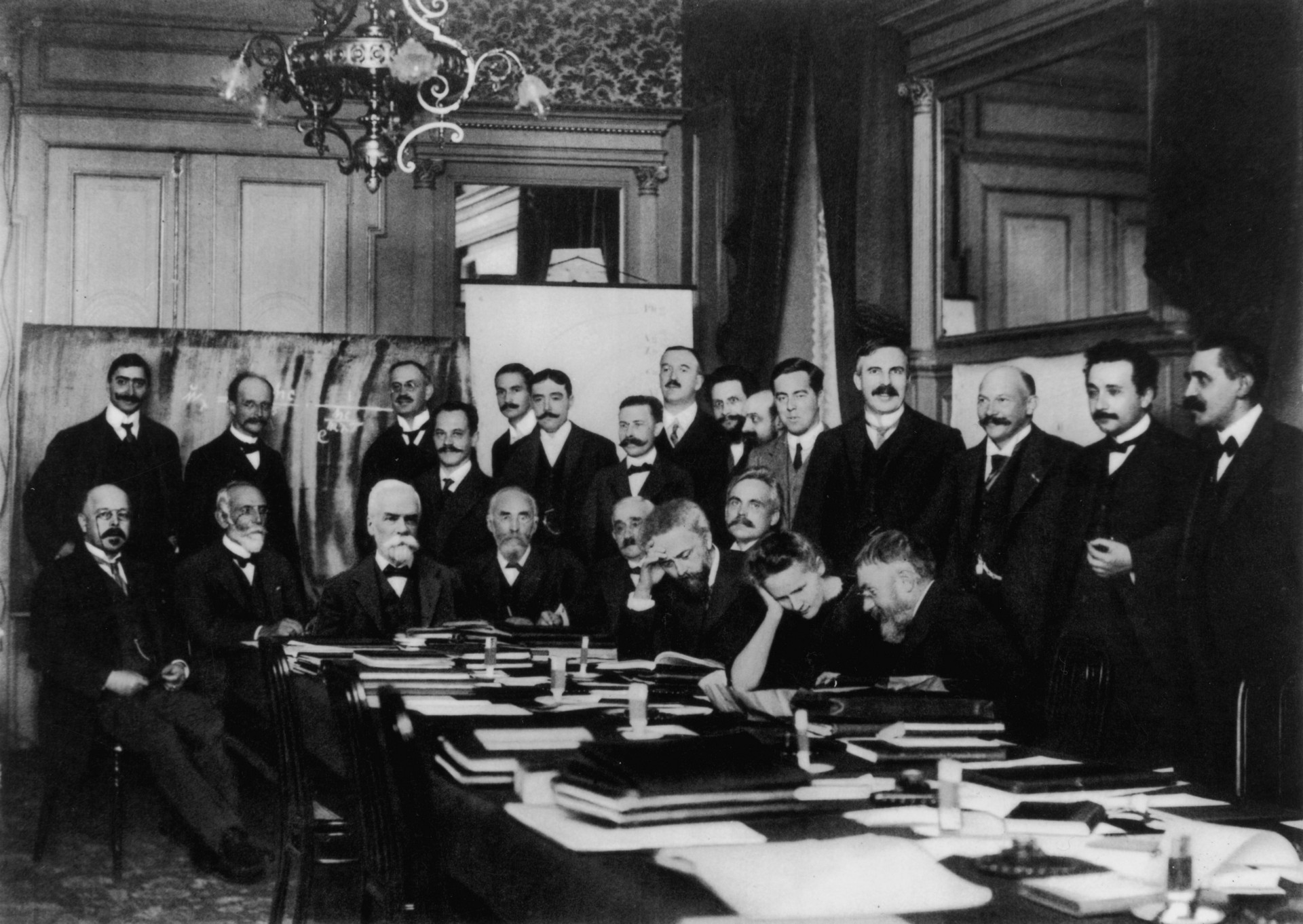
1911年に開催された第1回ソルベー会議の模様。着席した前列右から2番目がマリ・キュリー。後列1番右にポール・ランジュバンがいる。

マリは研究に戻り、ヘイケ・カメルリング・オネスと協同で低温環境下でのラジウム放射線研究の構想を練った。ところが有名人のスキャンダルを売りに購買欲を掻き立てていた当時の新聞が、11月4日付の記事でマリの不倫記事を大々的に掲載した。相手は5歳年下、ピエールの教え子ポール・ランジュバン。彼は既婚だったが夫婦間は冷めて別居し、裁判沙汰にまでなっていた。マリは私生活の問題で悩むランジュバンの相談を聞くうちに親密になっていた。1911年10月末にブルッセルで開かれたソルベー会議には2人揃って出席し、マリは論文を発表した若きアルベルト・アインシュタインへチューリッヒ大学教職への推薦状を書いている。その最中の報道は、ランジュバンに宛てたマリの手紙を暴露し、他人の家庭を壊す不道徳な女とマリを糾弾した。その後も報道は続き、またも彼女をユダヤ人だ、ピエールは妻の不倫を知って自殺したのだと、あらぬことを連日のように書き立てた。ついには記者がブリュッセルまで押し寄せ、マリは会議の閉幕を待たずに去らなければならなくなった。
ソーの自宅に帰ると、そこはすでに群集に取り囲まれ、投石する輩までいた。マリは子供たちを連れて脱出し、親しいエミール・ボレル夫妻が一家を匿った。政府の公共教育大臣はボレルにマリを庇うなら大学を罷免すると迫ったが、夫妻は一切ひるまなかった。ボレル夫人マルグリットはジャン・ベラン教授の娘で、彼女はマリを損なうなら二度と顔を合わせないと父を逆に脅した。騒動はさまざまなところへ飛び火していた。

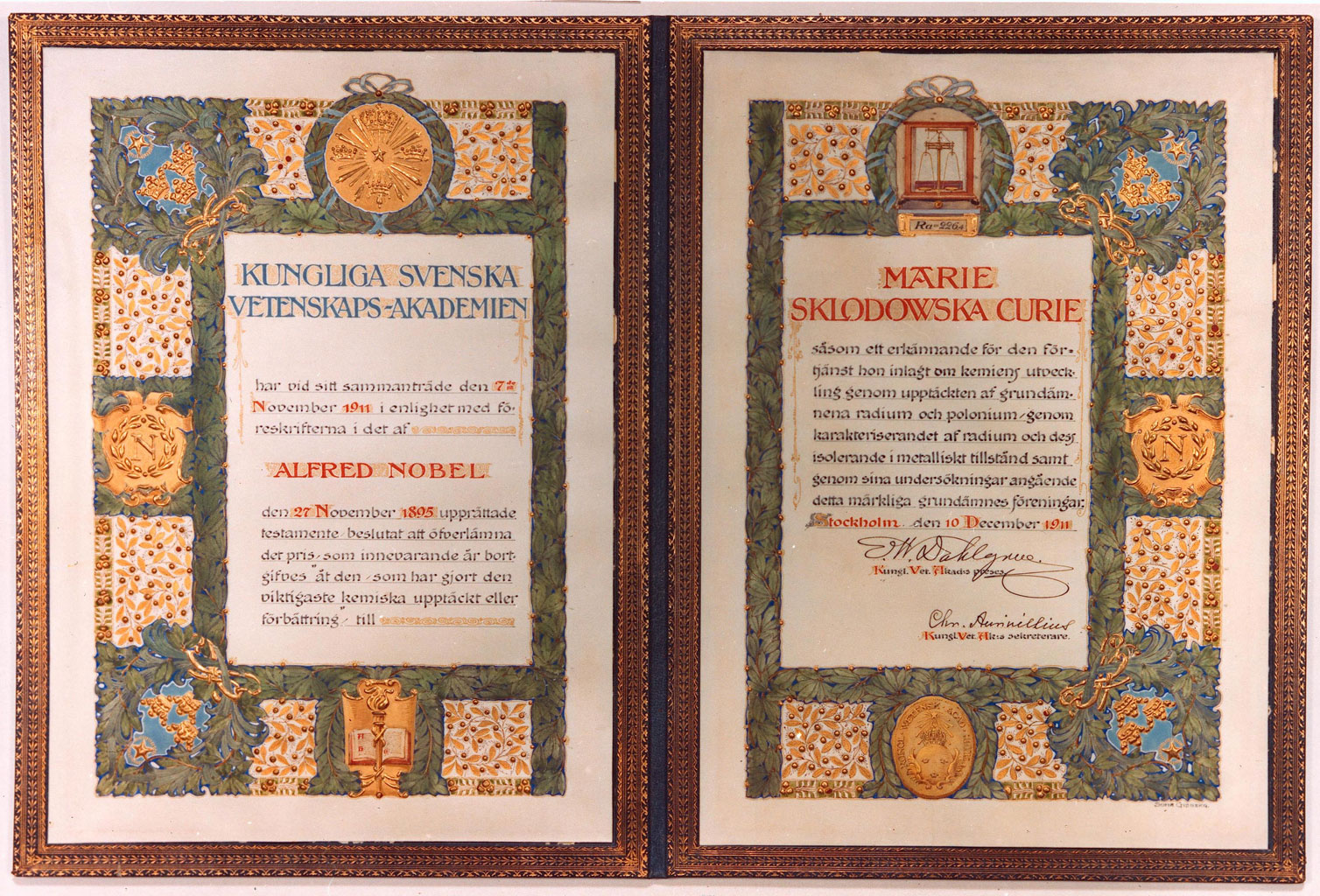
1911年に受賞したノーベル化学賞の感状

この騒動の渦中の11月7日、スウェーデンからノーベル化学賞授与の電報が入った。理由は「ラジウムとポロニウムの発見と、ラジウムの性質およびその化合物の研究において、化学に特筆すべきたぐいまれな功績をあげたこと」として新元素発見を取り上げて評価していた。マリは、初めて二度のノーベル賞受賞者となり、また異なる分野（物理学賞・化学賞）で授与された最初の人物ともなった。しかし、渦中のスキャンダルを理由に、スウェーデン側からも授与を見合わせてはどうかという声があがった。しかしマリは受賞する意思を毅然と示し、今度はストックホルムへ向かった。記念講演において、マリはピエールの業績と自分の仕事を明瞭に区別したうえで、この成果の発端は二人の共同研究にあったと述べた。
受賞から19日後の12月29日、マリは鬱病と腎炎で入院した。一時退院したが1912年3月には再度入院し、腎臓の手術を受けた。その後、郊外に家を借りて療養したが、6月にはサナトリウムに入った。8月には少々の回復を見せ、女性物理学者ハータ・エアトンの招待に応じてイギリスへ渡った。2か月間過ごした後の10月にパリへ戻ったが、ソーの家は諦めて新たにアパートを借りた。この間、マリはスクウォドフスカの姓を使っていた。マスコミは相変わらず何かしらのネタを見つけてはマリを叩くことが多かったが、その一方で他国がマリを評価するとフランスの先進性の象徴に祭り上げるなど都合のよい記事ばかり載せたため、マリはジャーナリズムを嫌悪した。
彼女を支え続けたのは多くの知人と友人、そして家族だった。1912年5月には、ヘンリク・シェンキェヴィチを団長とするポーランドの教授連代表団がマリを訪問し、ワルシャワに放射能研究所を設立して彼女に所長を務めてもらいたいと打診した。1905年のロシア第一革命以後、帝政ロシアのくびきが緩み、何よりマリの名声が世界的なものになっていたことが大きかった。この申し出をマリは熟考し、本来自分が目指していたこと、すなわちピエールから受け継いだ研究所を彼にふさわしいものにすることを思い出した。こうしてポーランドへの帰国は断ったが、彼女はパリから指導することを受諾した。1913年、ワルシャワの研究所開所式に出席したマリは、初めてポーランド語で科学の講演を行った。
夏ごろには健康も回復し、一家でスイスを旅行するなどして好きな田舎で休息を取ると、マリはまた積極的に動き始めた。1914年7月には、夫の名を取ったピエール・キュリー通りにラジウム研究所の新しい建物（キュリー棟）が完成した。しかし実験に取りかかることはできなかった。7月28日、第一次世界大戦が勃発したためである。

### 第一次世界大戦
戦争は研究所のスタッフたちも兵士として招集し、男性で残った者は持病を抱える機械技師だけだった。娘たちをブルターニュにとどめ、マリはパリに残っていた。9月2日にはドイツ軍の空爆がパリにも及び、マリは政府の要請で研究所が所有する貴重な純粋ラジウムをボルドーに疎開させるために汽車に乗った。しかし彼女はこの非常事態に自分がやるべきことを見出し、すぐパリに舞い戻った。
ヴィルヘルム・レントゲンが1895年に発見したX線は、すでにX線撮影による医療への貢献が可能となっていた。しかし、フランスにはそれを実施する設備が非常に少ないことをマリは知っていた。手術において、銃弾や破片などの人体に食い込んだ異物を事前に確認できれば、負傷者の生存率は上がる。彼女はX線研究に携わった経験こそなかったが、大学の講義で教えるために知見を持っていた。マリは大学や製造業者などを回って必要な機材を調達し、複数の病院にそれらを設置した上、教授や技師たちに依頼して操作を行った。

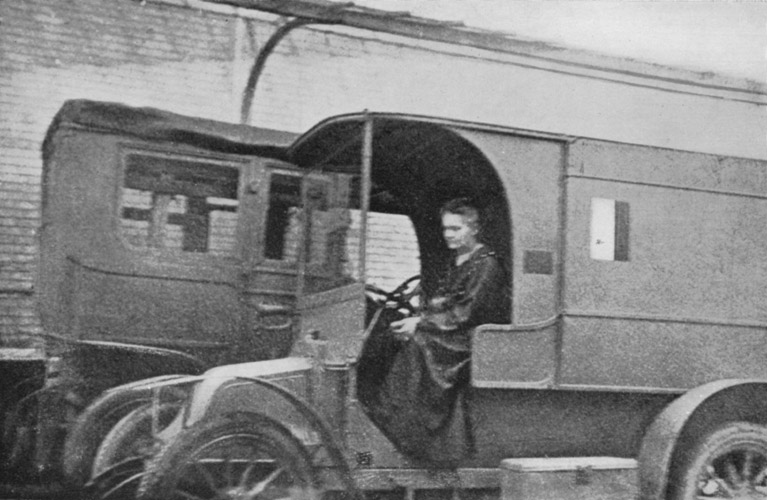
第一次大戦時に活躍したレントゲン車に乗るマリ

そこにかつての物静かな研究者の姿はなかった。マリは軍がX線撮影設備を充分に持っていないことを知っており、自動車に設備と発電機を搭載して、1914年8月ごろから病院を回り始めた。マルヌ会戦の負傷者治療に威力を発揮した このレントゲン設備を載せた車両は、軍の中で「プチ・キュリー」（ちびキュリー） と呼ばれた。しかし、戦局の長期化によって1台では足りなくなったため、マリは公的・私有の車を募って改造を施した。有力者夫人たちは協力的だったが、軍や行政機関は難色を示すところが多かった。マリは役人らを説き伏せて調達や通行の許可を取りつけ、機材調達のために政府から赤十字放射線局長という役職をもらって活動した。未熟な利用者のために設備の使用マニュアルを用意し、負傷者の治療に役立てた。
マリが設置したレントゲン設備は、病院や大学など200か所に加え、自動車20台となった。マリ自身も、技術者指導の講義と平行してこのX線照射車の1台に乗り込んで各地を回った。そのために自らも解剖学を勉強し、自動車の運転免許を取得し、故障時に対応するため自動車整備についても習得した。イレーヌはそんな母の姿に自分もこの活動に加わりたいと申し出て、マリはこれを認めた。さらに母子は貯蓄の相当額を戦債購入に充て、さらにノーベル賞を含む数多いメダルを寄付しようとした。ただし後者はさすがに役所の担当が恐れ多いと拒否した。
1915年からは放射線治療に用いるラドン（当時の用語でラジウムエマナチオン）の供給も行った。ボルドーに疎開させていたラジウムをパリに戻し、ラジウムから抽出したラドンをグラン・パレ病院等の複数の病院に供給した。ラドンを容器に詰める作業はマリ自身の手によって行われた。
1918年11月、戦争は終結した。戦債は紙くず同然となって一家は貯蓄をかなり失ったが、もともと覚悟していた。それよりも1919年に故郷が他国の支配から脱しポーランド第二共和国が建国されたことをマリは喜んだ。その初代首相は、パリ学生時代の旧友であるイグナツィ・パデレフスキだった。

### アメリカ訪問
研究所は再開したが、それは設備も試料にも事欠く状態であった。1920年にロスチャイルド家が出資したキュリー財団が設立され、放射線治療の研究を支援したが、物理や化学の研究にはほとんど費用が回らなかった。
この年の5月、アメリカ合衆国の女性雑誌『ディリニエター (The Delineator)』編集長のマリ・マッティング・メロニーからの申し入れを受けて、マリはインタビューに応じた。この席で今何が欲しいかという質問に、1グラムのラジウム金属と答えた。その価格はすでに5万ドルに相当したが、アメリカの恵まれた科学研究所を知るメロニーにとって驚きの回答だった。彼女は帰国後にキャンペーンを行い、マリにラジウムを贈呈する資金を集めた。
彼女の求めに応じ、1921年5月、マリは娘二人とアメリカ渡航を決めた。そのスケジュールに多くの大学などへの歴訪から、アメリカ合衆国大統領との式典までもが準備されていると知ったフランス政府は慌て、自国が何ら名誉を与えていない不細工さを補おうと、またもレジオンドヌール勲章を授与しようとした。しかし以前と同じ理由でマリは断った。研究から離れたこの宣伝活動は気の進まないものだったが、マリは各地で大歓迎を受け、5月20日、大統領ウォレン・ハーディングから直々にラジウム授与が行われた。ただし彼女はこれを個人への贈与ではなく研究所への寄贈と扱ってもらい、個人の財物にはしなかった。
1929年には再渡米し、マリは1925年にワルシャワに姉妹と設立したキュリー研究所に導入する機器類の資金を得るのに成功した。

### 研究所
アメリカの旅は大成功を修め、研究所はラジウム以外にも多くの鉱石サンプルや分析機器類、そして資金を得た。しかし彼女はこの旅で、自分の名声や影響力が想像以上に大きくなってしまい、もはや研究や実験に没頭することは許されないことを悟った。ならばと、マリはパリのラジウム研究所を立派な放射能研究の中心に育てようとした。
また、1922年にはユネスコの前身に当る国際知的協力委員会 (International Committee on Intellectual Cooperation, ICIC) メンバー12人の一人に加わった。相変わらず着飾ることなどしなかったため、新渡戸稲造は第1回会合時の彼女の印象を「見栄えもしない愛想のない人物」と自著に残した。
研究所は性別・国籍を問わない多様なスタッフを抱え、マリは彼らの指導に多くの時間を割いた。毎朝のように彼女の周りには研究や実験の指針や進捗を相談し、論文の校正などを願う研究員らが集った。マリは適切な指示や指導を与え、成果が上がった際には祝いのお茶会を開くなど彼らを導き、その実力を伸ばした。アルファ粒子のエネルギーが一定ではないことを示したサロモン・ローゼンブルム、真空中のX線観察を行ったフェルナン・オルウェック、フランシウムを発見したマルグリット・ペレーなどが研究所から出た。その中でも際立ったものは、娘イレーヌとその夫フレデリック・ジョリオ＝キュリーの人工放射能の研究であり、夫妻は1935年にノーベル化学賞を受賞した。1919年から1934年の間、研究所から発表された論文は483件になった。
しかし、放射能が健康へ与える悪影響も次第に明らかとなってきた。日本の山田延男は1923年から2年半、ラジウム研究所でイレーヌの助手としてアルファ線強度の研究を行い、マリの支援も受けながら5つの論文を発表した。しかし原因不明の体調不良を起こして帰国し、翌年亡くなった。マリはその報に触れ弔意を表す手紙を送っている。1925年1月には別の元研究員が再生不良性貧血で死亡。さらに個人助手も白血病で亡くなった。しかし明白な因果関係や対処法にはすぐにつながらなかった。

### マリの死去
1932年、転倒したマリは右手首を骨折したが、その負傷がなかなか癒えなかった。頭痛や耳鳴りなどが続き、健康不良が続いた。1933年には胆石が見つかったが手術を嫌がった。春にマリはポーランドを訪問したが、これが最後の里帰りとなった。1934年5月、気分が優れず研究所を早く後にした。そのまま寝込むようになったマリは検査を受け、結核の疑いがあるという診断が下った。
療養に入ることを決め、エーヴはマリをフランス東部のオート＝サヴォワ県パッシーにあるサンセルモスというサナトリウムへ連れて行った。しかしここで受けた診察では肺に異常は見つからず、ジュネーヴから呼ばれた医師が行った血液検査の結果は、再生不良性貧血だった。
7月4日水曜日の夜明け前、マリはサンセルモスで亡くなった。7月6日に夫同様近親者や友人たちだけが参列した葬儀が行われ、マリは、夫ピエールが眠るソーの墓地に、夫と並んで埋葬された。長期間の放射線被曝による再生不良性貧血が死因であると考えられている。放射線の危険性は当時は知られていなかったため、その後開発された放射線防護策はとられていなかった。マリは放射性同位体を含む試験管をポケットに入れて運んでいた。放射線のとくに長期的な影響は多分に確率的なものであるため何が決定的であったかを断定するのは困難で、マリに関してかつては放射性物質を用いて実験を長年行ってきたことが原因とみられていたが、近年は、第一次世界大戦中の多数の負傷兵らの直接X線検査に立ち会ってきたことが大きいのではないかと考えられている。書き残したものを見ると、青白い光を放つ放射性物質を見て、このような美しいものが体に悪いなど信じられないと、暗喩めいたことも書いていて、放射線の影響について、信じたくはなかったものの、周りから忠告も受け、本人も気にしていた節が窺われる。しかし、マリ自身が長年の放射線被曝によりさまざまな病気にかかり（白内障によってほぼ失明したことを含む）、ついには死に至ったものの、放射線被曝による健康被害について公には決して認めなかった。マリが効果を保証したわけではなく宣伝したわけでもないが、その間、放射性物質を含むアイデア商品としか言えないような医薬品・保健用品が発売されていった。スーザン・クインの研究によればヨーロッパだけでも、1929年時には特許医薬品としてだけでも八十品目も発売され、入浴剤、座薬、歯磨粉、放射能により薄毛・白髪を治す「キューリー・ヘアトニック」、さらには「マリー先生が永遠の若さを約束する」若返りクリームさえ発売されていたという。また、アメリカでは明確な形でラジウム・ガールズの悲劇を引き起こしている。
一方、1925年にはフランス国立医学アカデミーと協力し、ラジウム産業で働く人々に鉛スクリーンの使用、と定期的な血液検査を強く求める、研究者に血液検査と研究室の換気を進めるなど放射線防護策を推奨した最初の一人でも有る。
フランスではラジウムの塗布作業に筆ではなく綿棒を使いラジウムに口をつけることが無かったため、ラジウム・ガールスの悲劇は起こらなかった。
1929年渡米したときはラジウムの危険性に警鐘を鳴らし、訓練を受けていない人がラジウムを治療に使用しないよう警告したことが当時の新聞に記録されている。

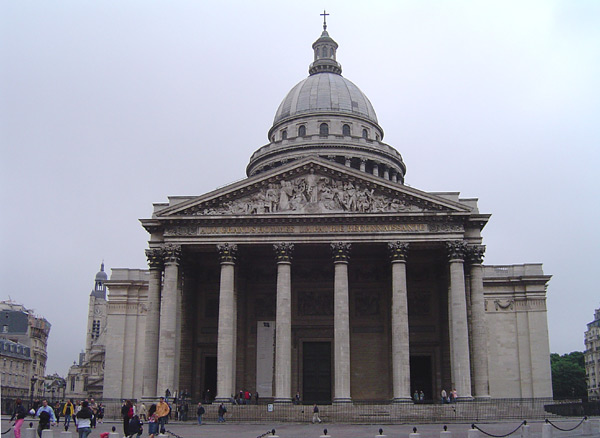
パリのパンテオン

彼女の実験室はパリのキュリー博物館として、そのままの姿で保存されている。マリが残した直筆の論文などのうち、1890年以降のものは放射性物質が含まれ取り扱いが危険だと考えられている。中には彼女の料理の本からも放射線が検出された。これらは鉛で封された箱に収めて保管され、直接閲覧するには防護服着用が必須で、通常はテープレコーダーでの閲覧しか認められていない。また、キュリー博物館も実験室は放射能汚染されて見学できなかったが、1991年に汚染除去が施されて公開された。この部屋には実験器具なども当時のまま置かれており、そこに残されたマリの指紋からも放射線が検知されるという。
60年後の1995年、夫妻の業績を称え、二人の墓はパリのパンテオンに移され、フランス史の偉人の一人に列された。マリは、パンテオンに祀られる初の女性である。

## 人物

### ポーランド人として

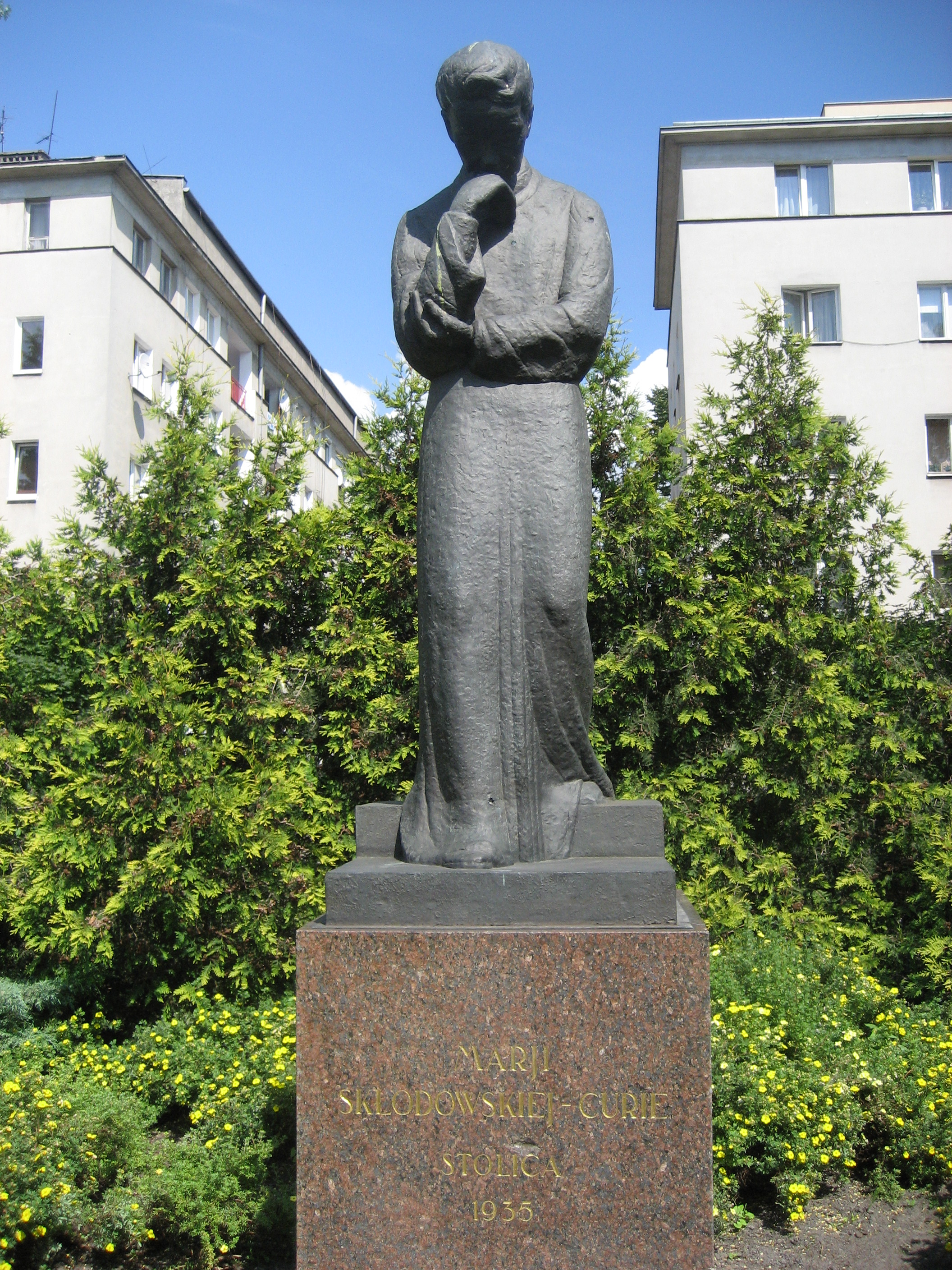
ワルシャワのラジウム研究所前に立てられたマリの像（1935年）

父方も、母方も、マリの一族はポーランド人の国民運動の中で地位や財産を失った。これはマリや彼女の兄や姉たちにも苦難として襲いかかるものとなった。小学校では査察官が来ては生徒にロシア皇帝の賛辞をしゃべらせる。優秀なマリはたびたびこの役を指名されたが、それは大変な屈辱だった。マリの父はロシア人上司と対立し公職を追われ、貧窮に落ちた生活苦が母と姉の一人を亡くす要因となった。
それでも愛着があるポーランドで生涯を過ごすことを考えていたマリは、パリに出てからも帰国するつもりでいた。彼女はピエール・キュリーという伴侶を得てフランスに定着するが、故郷を忘れることはなかった。1898年、マリは初めて見つけた新元素にポロニウムと名づけた。これは、18世紀中に彼女の故郷はロシアやプロイセン、オーストリアなどに蹂躙され独立できずにいるポーランドへ世界の目を向けようとする考えがあった。マリによって、ポロニウムは政治的な意図を含んだ名称がつけられた初めての元素となった。
フランス世論は外国人に向ける目は厳しく、差別の対象にもなっていた。その背景にはドレフュス事件が影響したとも言われる。ピエール一家など常に彼女の味方をした人々もいたが、後半生のマスコミとの対立には苦しめられた。それでも矜持を忘れず、また娘たちにもポーランド語を習得させるなどの教育を施した。
しかし、マリは決してフランスを蔑ろにしたわけではなく、第一次世界大戦時の活動や戦債購入などで示される通り、フランスを「第二の故郷」と考えていた。ポーランドに戻る機会は何度もあったが、ピエールの研究所を世界随一にするために努力し、彼女は骨をフランスに埋めた。

### 女性として
学問の世界において、20世紀初頭はいまだ女性に対する偏見が存在した時代だった。マリ・キュリーの履歴には数多くの「女性初」という言葉がつくが、これはジェンダーを根拠とする理不尽な扱いを受けながらもそれに毅然とした態度で臨んだ結果でもある。最初のノーベル賞受賞は、1902年に提出されたフランス病理学者シャルル・ブシャールの推薦による。しかし、翌年フランス科学アカデミーが申請した推薦状ではマリだけが意図的に外されていた。決定において、スウェーデン科学アカデミーの数学者ヨースタ・ミッタク＝レフラーがブシャールの推薦を根拠に強く推したことでマリも受賞対象となったが、フランス科学アカデミーには女性蔑視の風潮があったことを示す。これは受賞後のマスコミの論調にも見られた。
このような中、マリは夫と自分それぞれの功績を区別して強調するようになった。ピエールもそれを尊重し、同じ態度を取った。誹謗中傷の中で二度のノーベル賞受賞が決まった際、マリは、科学者とはその業績によって評価されるべきであり、性別や出身および私生活などではないという強い意志を持ち、誇りを持って記念講演を行った。
ただし、「キュリー夫人 (Madame Curie)」という呼称は夫に従属する妻という意味ではなく、これはマリ自身が中学時代の友人に婚約を知らせる手紙の中で、「次に会うときには姓が変わっています」と書き「キュリー夫人。これが私の新しい名前です」と自ら使っている。

### 教育者として
両親も教育者であったマリは、その人生において多くの人々を教えた。大学進学が叶わないポーランド時代は家庭教師を務めた。パリではセーヴル女子高等師範学校で多くの生徒を教えた。
娘イレーヌが学校で受ける詰め込み型の教育内容に疑問を感じたマリは、共感する一部の人々と「共同授業」というフリースクールを立ち上げた。十数人の子供たちを相手に、マリなど当代一流の学者らが体験中心の授業を工夫して行った。

## 業績

### 優れた発想
ロバート・リードは、ピッチブレンドの測定結果から2つの新元素発見にこぎつけた発想はマリ独自のもので、誰からの助けも受けず定式化にたどり着いたと、そして夫に意見を求めたとしても明瞭に彼女の業績に帰すと述べた。夫がどんな曖昧な形でも機会はまったくないと言い張ったと、彼女自身が記した自伝の中で二度も触れている。これは、経歴の初期段階で彼女が関わる分野において多くの科学者が女性に独創的な仕事をする能力があると信じさせることが難しいと悟ったことを示すと、リードは解説している。

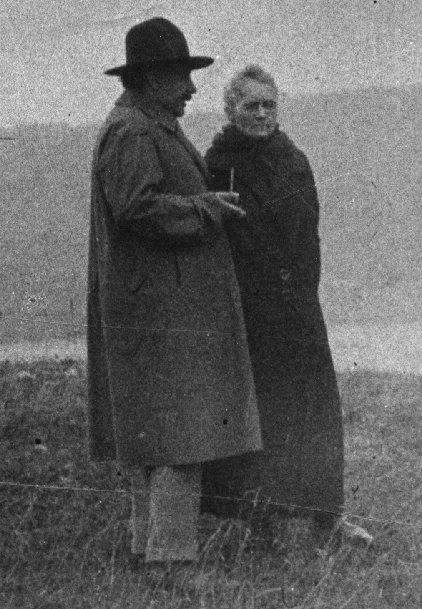
アルベルト・アインシュタインとマリ・キュリー

### 科学そして社会への貢献
マリ・キュリーは、初期の原子核物理学 そして社会学・医学や生物学の面において21世紀の世界にまで影響を与える大きな貢献を残した。コーネル大学の科学史家L.ピアース・ウィリアムズは以下のように述べた。
マリ・キュリーの仕事は画期的な結果をもたらした。ラジウムの放射は強く、彼女はそれを看過しなかった。それは一見してエネルギー保存の法則に矛盾するため、基礎的な物理学の知見に再考を迫るものだった。実験レベルでのラジウム発見は、アーネスト・ラザフォードらに放射能の発生源を考えさせ、原子の構造論構築へと導いた。ラザフォードのアルファ線研究は原子核存在の仮説へとつながった。医学の領域には、ラジウム放射線は癌治療につながる手段を提供した。
マリ・キュリーが物理や化学に革新的な考え方を提供したことと同様に、社会へ与えた影響も大きかった。彼女は自身の研究結果を世間に知らしめるうえで、ジェンダーと国籍という学問とはまったく別の壁を打ち破る必要に迫られた。フランソワーズ・ジルー著『Marie Curie：A Life』が描き出したマリの人生は、彼女がフェミニストの先駆的存在だったことを明らかにしている。マリは時代に先んじて、束縛を断ち、自立した生涯を過ごし、その資質は損なわれることはなかった。アルバート・アインシュタインも、このような美点は彼女が得た栄誉によっていささかも曲がってしまうことはなかったと記している。

## 評価

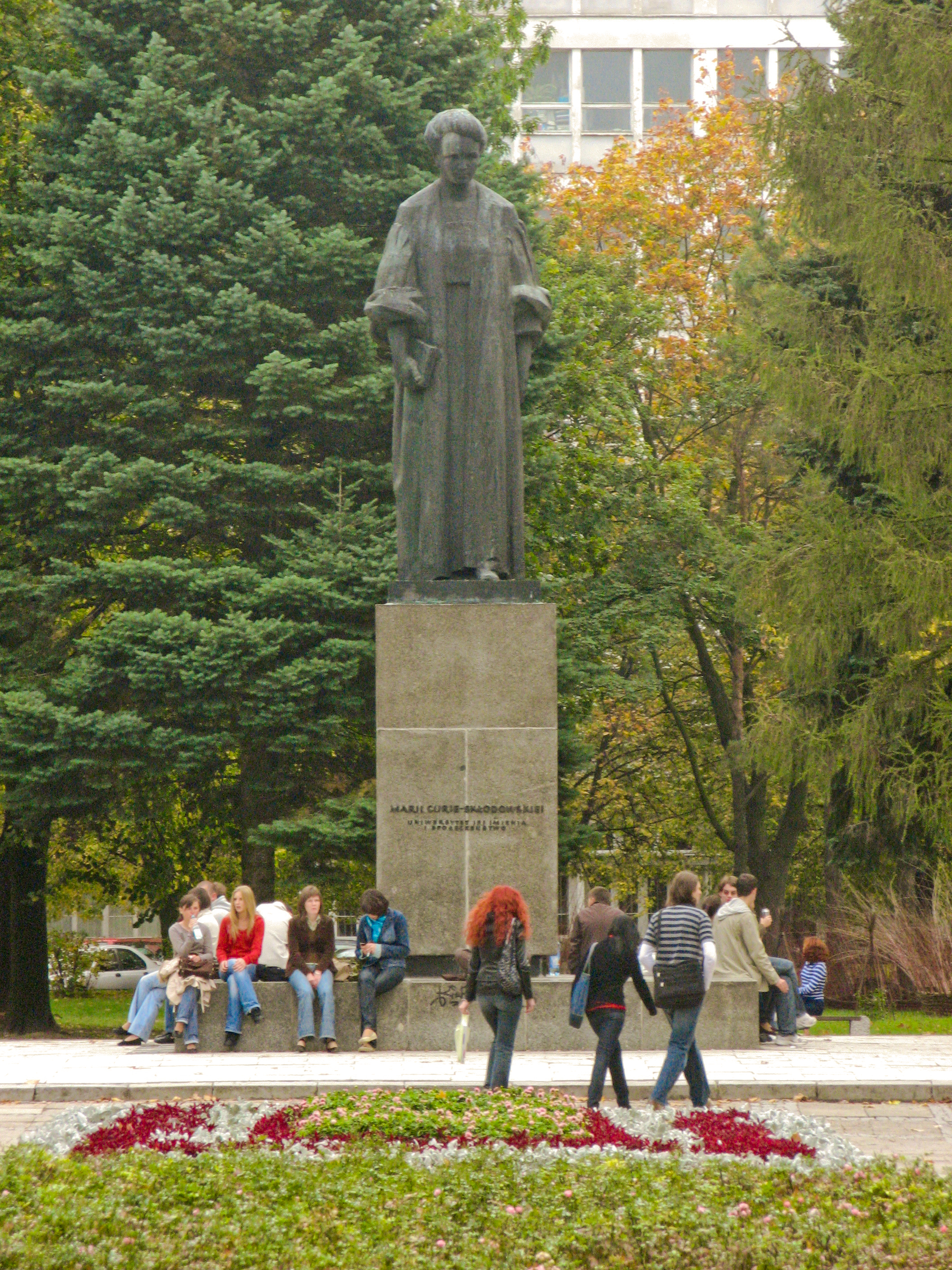
ポーランド、ルブリンのマリー・キュリー・スクウォドフスカ大学にあるマリの像

### 受賞・勲章・表彰
マリ・キュリーは女性初のノーベル賞受賞者であり、かつ二度受賞した最初の人物である。また、物理学賞と化学賞の両方を受賞しているのは2017年時点、彼女だけである。
- 1899年、1900年、1902年：ゲーグネル賞（鋼鉄の磁性研究に対して[35]）
- 1903年：ノーベル物理学賞（ピエール・キュリーおよびアンリ・ベクレルと同時受賞）、デービーメダル（ピエールと。イギリス王立協会）、ベルトローメダル（ピエールと）、パリ市名誉メダル（ピエールと）
- 1904年：オリシス賞（パリ新聞組合）、マテウチ・メダル（ピエールと。イタリア科学協会）
- 1907年：アクトニアン賞（英語版）（イギリス王立科学研究所）
- 1909年：エリオット・クレッソン・メダル（ピエールと。フランクリン協会）、クールマン（フランス語版）・ゴールドメダル（リール工業協会）
- 1910年：アルバート・メダル
- 1911年：ノーベル化学賞
- 1919年：アルフォンソ12世文官勲章大十字勲章（英語版）
- 1921年：エレン・リシャール研究賞、ジョン・スコット賞、ウィラード・ギブズ賞（アメリカ化学協会、シカゴ）、ベンジャミン・フランクリン・メダル（アメリカ哲学協会、フィラデルフィア）、アメリカ国立社会科学学会賞金メダル（英語版）（ニューヨーク）
- 1922年：北アメリカ放射線学協会（英語版）ゴールドメダル
- 1924年：ルーマニア政府第一級功労賞メダル、1923年度アルジャントゥイユ侯爵大賞
- 1929年：ニューヨーク婦人クラブ連合会金メダル
- 1931年：キャメロン賞（英語版）（エディンバラ大学）、アメリカ放射線学会（英語版）メダル

### 称号
存命中だけでも、マリは各国の科学アカデミー名誉会員など受けた称号は100を超える。
- 1904年：モスクワ帝国文化人類学民俗学協会名誉会員。イギリス王立科学研究所名誉会員。ロンドン化学協会在外会員。バタヴィア哲学協会通信会員。メキシコ物理学協会名誉会員。メキシコ科学アカデミー名誉会員。ワルシャワ通算奨励協会名誉会員。
- 1906年：アルゼンチン科学協会通信会員。
- 1907年：オランダ科学協会在外会員。エディンバラ大学名誉法学博士。
- 1908年：サンクトペテルブルク帝国科学アカデミー通信会員。ブラウンシュヴァイク自然科学協会名誉会員。
- 1909年：ジュネーヴ大学名誉医学博士。ボローニャ科学アカデミー通信会員。チェコ科学文学美術アカデミー在外客員会員。フィラデルフィア薬学学会名誉会員。クラクフ科学アカデミー科学会員。
- 1910年：チリ科学協会通信会員。アメリカ哲学協会会員。スウェーデン王立科学アカデミー在外会員。アメリカ科学協会会員。ロンドン物理学協会名誉会員。
- 1911年：（フランス科学アカデミー会員選挙で落選）。ポルトガル科学アカデミー在外通信会員。マンチェスター大学名誉理学博士。
- 1912年：ベルギー化学協会会員。サンクトペテルブルク帝国実験医学協会客員会員。ワルシャワ科学協会普通会員。リヴォフ大学哲学名誉会員。ワルシャワ写真協会会員。リヴォフ理工科学校名誉博士。ヴァルナ科学協会名誉会員。
- 1913年：アムステルダム王立科学アカデミー特別会員（数理物理科）。バーミンガム大学名誉博士。エディンバラ科学技術協会名誉会員。
- 1914年：モスクワ大学物理医学協会名誉会員。ケンブリッジ哲学協会名誉会員。モスクワ科学協会名誉会員。ロンドン衛生学会名誉会員。フィラデルフィア自然科学アカデミー通信会員。
- 1918年：スペイン王立医学電気放射線学協会名誉会員。
- 1919年：スペイン王立医学電気放射線学協会名誉会長。マドリッド・ラジウム研究所名誉所長。ワルシャワ大学名誉教授。ポーランド化学協会会長。
- 1920年：デンマーク王立科学文学アカデミー普通会員。
- 1921年：エール大学名誉理学博士。シカゴ大学名誉理学博士。ノースウェスタン大学名誉理学博士。スミス単科大学名誉理学博士。ウェルズレイ単科大学名誉理学博士。ペンシルベニア女子医科大学名誉博士。コロンビア大学名誉理学博士。ピッツバーグ大学名誉法学博士。ペンシルベニア大学名誉法学博士。バッファロー自然科学協会名誉会員。ニューヨーク鉱物学クラブ名誉会員。北アメリカ放射線学協会名誉会員。ニューイングランド化学教員協会名誉会員。アメリカ自然史博物館名誉会員。ニュージャージー化学協会名誉会員。工業化学協会名誉会員。クリスティアニア・アカデミー会員。ノックス技芸科学アカデミー名誉終身会員。アメリカ・ラジウム協会名誉会員。ノルウェー医療ラジウム研究所名誉会員。ニューヨーク・アリアンス・フランセーズ名誉会員。
- 1922年：パリ医学アカデミー自由客員会員（フランス初）。ベルギー・ロシア学術団体名誉会員。
- 1923年：ルーマニア医療鉱水学気候学協会名誉会員。エディンバラ大学名誉法学博士。チェコスロヴァキア数学者物理学者連盟名誉会員。
- 1924年：ワルシャワ市名誉市民。ニューヨーク市民ホールの座席に名前が記載される。ワルシャワ・ポーランド化学協会名誉会員。クラクフ大学名誉医学博士・クラクフ大学名誉哲学博士。リガ名誉市民。アテネ精神科学協会名誉会員。
- 1925年：ルブリン医学協会名誉会員。
- 1926年：ローマ≪ポンティフィチア・ティベリアナ≫普通会員。サン・パウロ化学協会名誉会員。ブラジル科学アカデミー通信会員。ブラジル婦権振興連盟名誉連盟員。ブラジル・サン・パウロ薬学化学協会名誉会員。ブラジル薬学師協会名誉会員。ワルシャワ理工科学校化学科名誉博士。
- 1927年：モスクワ科学アカデミー名誉会員。ボヘミア文学科学協会在外会員。ソヴィエト連邦科学アカデミー名誉会員。北アメリカ州連合医学研究科協会名誉会員。ニュージーランド学士院名誉会員。
- 1929年：ポズナニ科学協会名誉会員。グラスゴー大学名誉法学博士。グラスゴー名誉市民。セント・ローレンス大学名誉理学博士。ニューヨーク医学アカデミー名誉会員。在アメリカ・ポーランド法人医学歯科学協会名誉会員。
- 1930年：フランス発明学者協会名誉会員。フランス発明学者協会名誉会長。
- 1931年：世界平和連盟名誉会員。アメリカ放射線学学会名誉会員。物理学自然科学アカデミー在外通信会員。
- 1932年：ドイツ自然科学アカデミー・レオポルディーナ会員。ワルシャワ医学協会名誉会員。チェコスロヴァキア化学協会名誉会員。
- 1933年：イギリス放射線学レントゲン協会名誉会員。

### 栄誉
マリ・キュリーは1902年に夫とともに、1910年には単独でフランスからレジオンドヌール勲章を贈られたが、どちらも辞退した。
1935年、ワルシャワに設立されたラジウム研究所の前に彼女の銅像が建立された。除幕は大統領イグナツィ・モシチツキの夫人が行った。この像は第二次世界大戦末期、1944年のワルシャワ蜂起の際に銃撃を受けて損傷した。戦後修復を受けたが、銃創をあえて残す決定が下された。

### その他

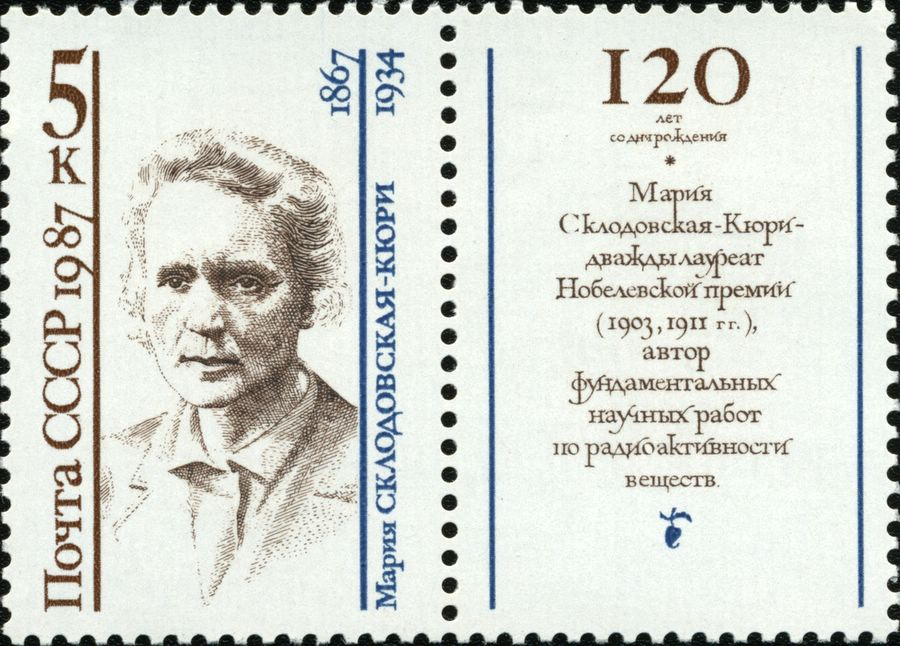
ソビエト連邦の切手

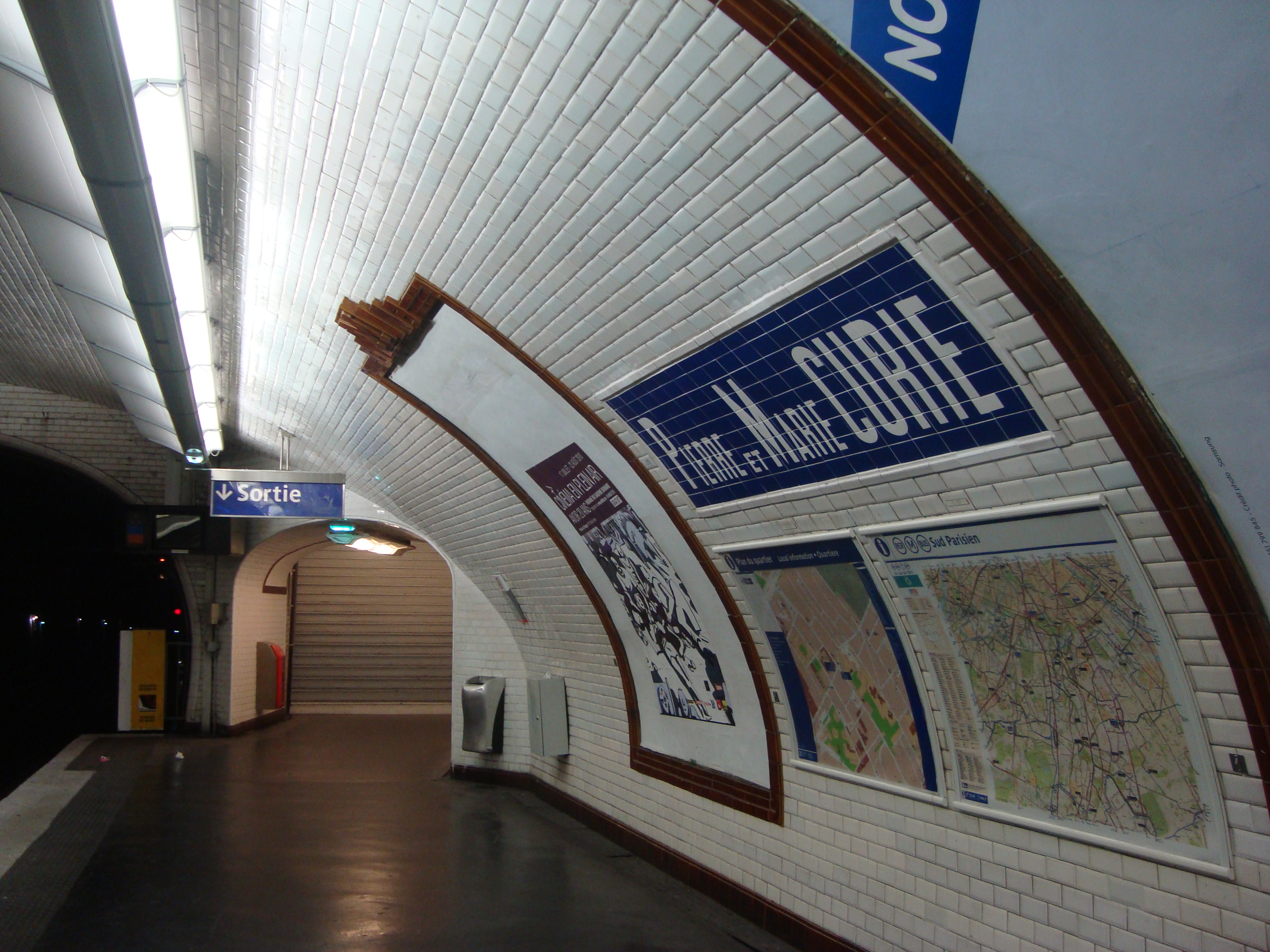
ピエール・エ・マリー・キュリー駅

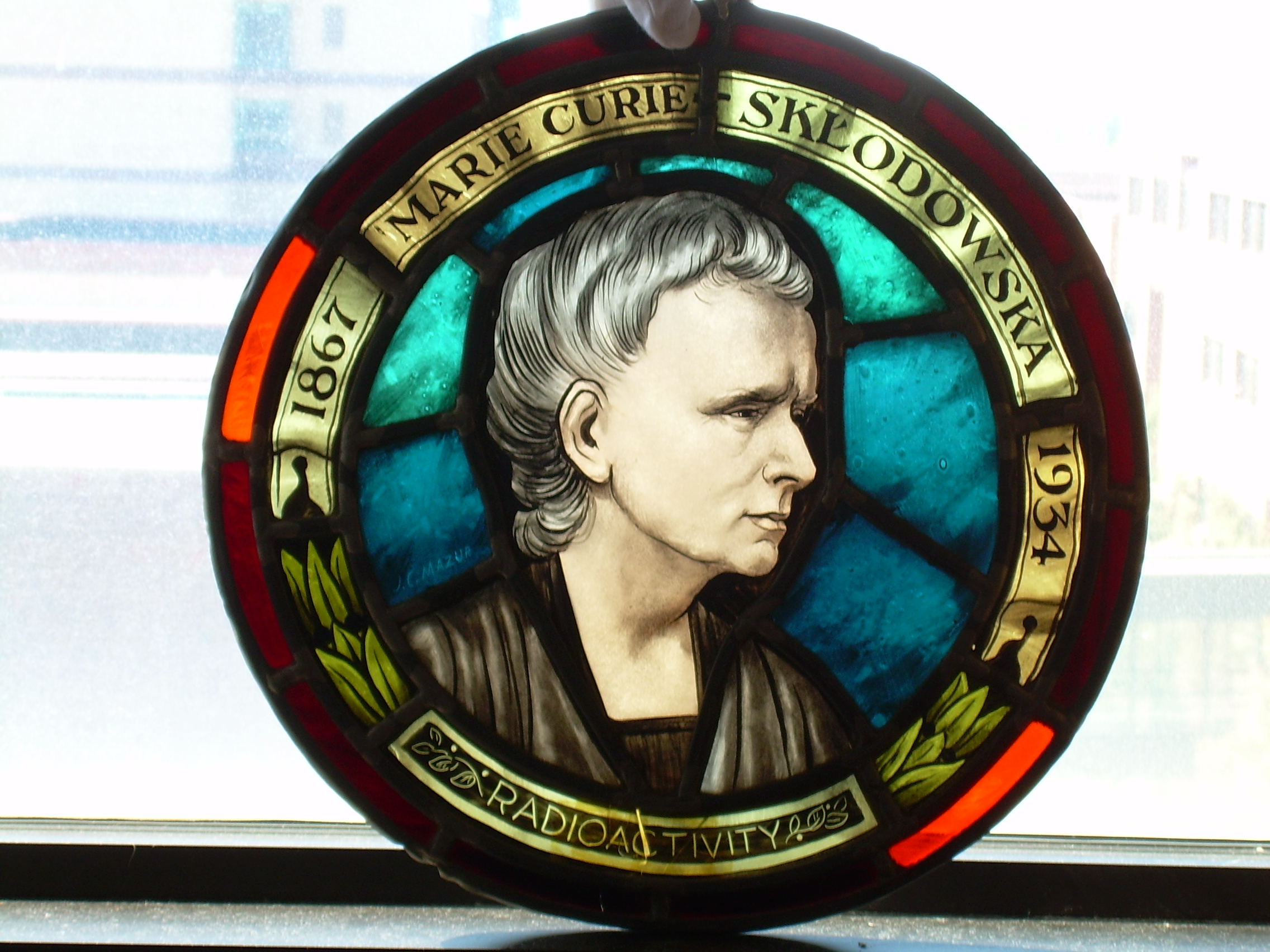
マリ・スクウォドフスカ＝キュリー・メダリオン（ニューヨーク州立大学バッファロー校）

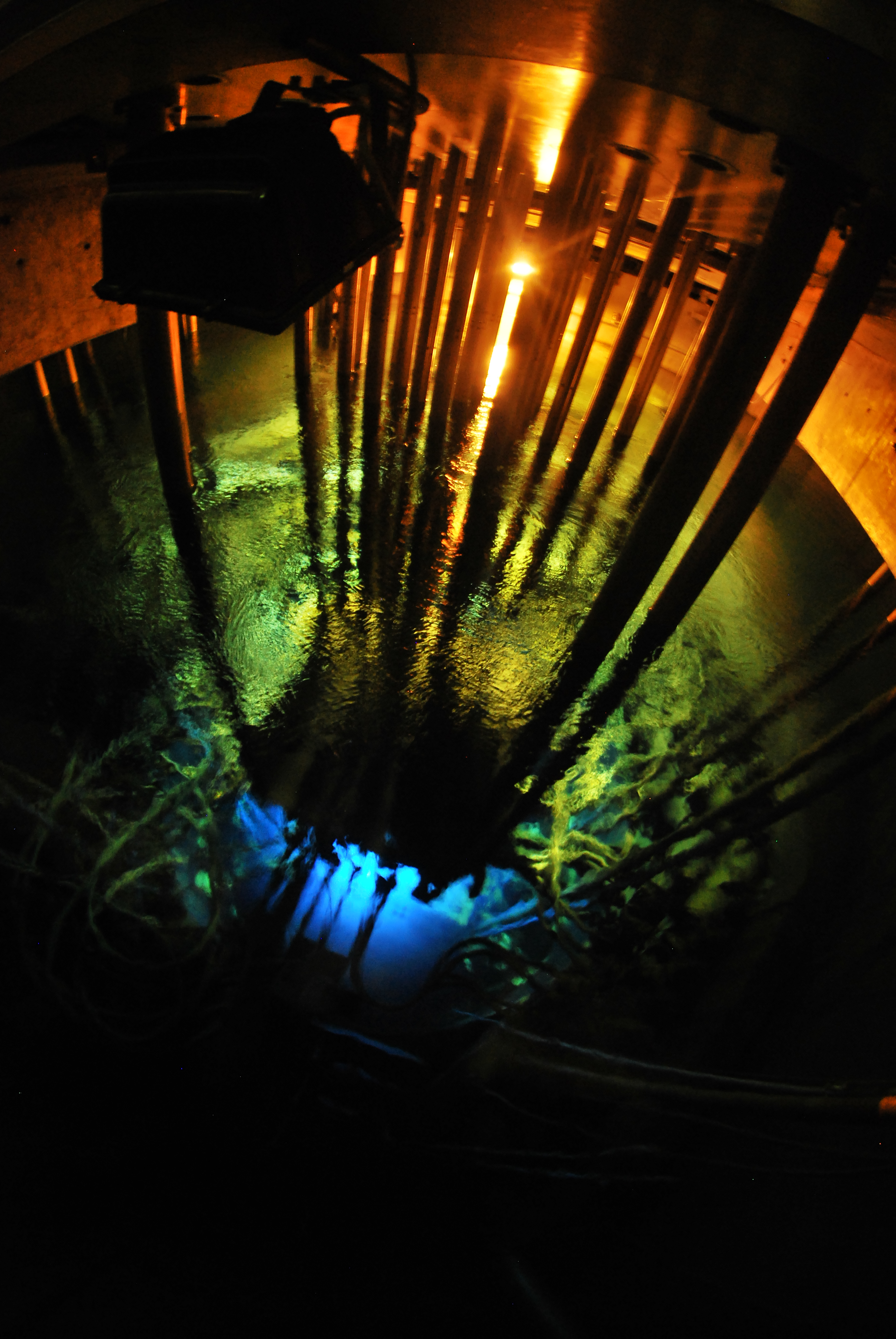
ポーランドで最初の国産原子炉マリア（研究炉）は、マリ・キュリーにちなんで命名された。

歴史に残る著名な女性科学者として、マリ・キュリーの名や肖像は、さまざまな場所で用いられている。
- 原子番号96の元素名キュリウムは夫妻の姓に由来する。
- 小惑星の(7000) キュリーは夫婦の姓に由来する。
- 3つの放射性鉱物も彼女に由来する名称がつけられている。キュリー石 (curite)[101]、スクロドフスカ石 (sklodowskite)[102]、銅スクロドフスカ石(cuprosklodowskite)[103] である。
- 通貨の肖像にも使われ、ポーランドでは1980年代後半インフレ時発行された20000ズウォティ札[104]、フランスではユーロ統一前の500フランス・フラン札の他にも硬貨や切手でも見られた。
- 2009年に国際連合教育科学文化機関（ユネスコ）とロレアルが協賛した「For Women In Science」プログラムの一環として、雑誌『ニュー・サイエンティスト』で行われた「Most inspirational woman in science」にて、マリ・キュリーは25.1%の得票を受けて1位に選ばれた。これは2位のロザリンド・フランクリン（得票率14.2%）の倍近い支持だった[105][106]。
- ポーランドにて、彼女の名を冠した機関・団体等には以下の例がある
  - マリー・キュリー・スクウォドフスカ大学。1944年創立、ルブリン。
  - キュリー研究所 (ワルシャワ)（英語版）。ワルシャワ。
  - マリア・スクウォドフスカ＝キュリー博物館（英語版）。1967年、生誕地[33]。
- フランスにて、彼女の名を冠した機関・団体等には以下の例がある。
  - パリ第6大学‐ピエール・マリー・キュリー大学。1968年、パリ大学の理学・医学部が分割された際に創立。研究分野に伝統を持ち、産業界とも連携しつつ科学や技術分野の研究や人材育成を行う[107]。
  - キュリー研究所 (パリ)とキュリー博物館。パリ。
  - ピエール・エ・マリー・キュリー駅。パリのメトロ7号線の駅[108]。
  - ピエール・エ・マリー・キュリー通り（フランス語版）。パリの5区の通り。
  - マリー・キュリー公園（パリ）
- アメリカ合衆国にて、彼女の名を冠した機関・団体等には以下の例がある。
  - ロヨラ大学キュリーコミュニティ（米国シカゴ）
  - キュリー・メトロポリタン高校（英語版）。シカゴ、1999年1月創立[109]。
  - マリ・キュリー第158ミドル・スクール（英語版）。ニューヨーク州クイーンズ区[110]。
  - マリ・スクウォドフスカ＝キュリー・メダリオン（英語版）。ニューヨーク州立大学バッファロー校ポーランド教室にあるメダリオン型のステンドグラス。ヨセフ・マズール（英語版）作。
- イギリスにて、彼女の名を冠した機関・団体等には以下の例がある。
  - マリー・キュリーがんセンター[111]
- イタリアにて、彼女の名を冠した機関・団体等には以下の例がある。
  - マリー・キューリー夫人財団。ボローニャ大学内[112]。
- 日本にて、彼女の名を冠した賞や機関・団体等には以下の例がある。
  - 羽ばたく女性研究者（マリア・スクウォドフスカ=キュリー賞）：科学技術振興機構（JST）と駐日ポーランド大使館が2021年に創設[113]。
  - キュリー祭：鳥取県の三朝温泉が世界有数のラドン温泉であることを縁に、マリ・キュリーの業績を讃えて1951年（昭和26年）から行われている祭り[114]。
- EUの研究奨学金制度 - マリー・スクウォドフスカ・キュリー・アクション

## 読書案内
- 岡田勲、渡辺正 訳『キュリー夫人の理科教室』監修：吉祥瑞枝、丸善、2004年。ISBN 978-4621075012。
  - マリ・キュリーと友人たちが、娘イレーヌら子供たちの教育のために立ち上げた「共同授業」を受けたイザベル・シャヴァンヌが取った、古いノートの再現[115]。
- O.ヴォウチェク『キュリー夫人』恒文社
  - ポーランド人による著述[116]。
- 桜井邦朋『マリー・キュリー』地人書館
  - 物理学者による著述[116]。
- E.コットン『キュリー家の人々』岩波新書
  - 著者はマリ・キュリーの生徒[116]。

## 伝記映画
- キュリー夫人 (映画)（1943年、アメリカ）原作：エーヴ・キュリー作『キュリー夫人』
- キュリー夫妻 その愛と情熱（原題：LES PALMES DE M. SCHUTZ）（1997年、フランス）
- キュリー夫人 天才科学者の愛と情熱（2019年、アメリカ）原作：ローレン・レドニス作『放射能 キュリー夫妻の愛と業績の予期せぬ影響』